# Musikjahr 1587
Liste der Musikjahre

◄◄ | ◄ | 1583 | 1584 | 1585 | 1586 | Musikjahr 1587 | 1588 | 1589 | 1590 | 1591 | ► | ►►

Weitere Ereignisse
Dieser Artikel behandelt das Musikjahr 1587.

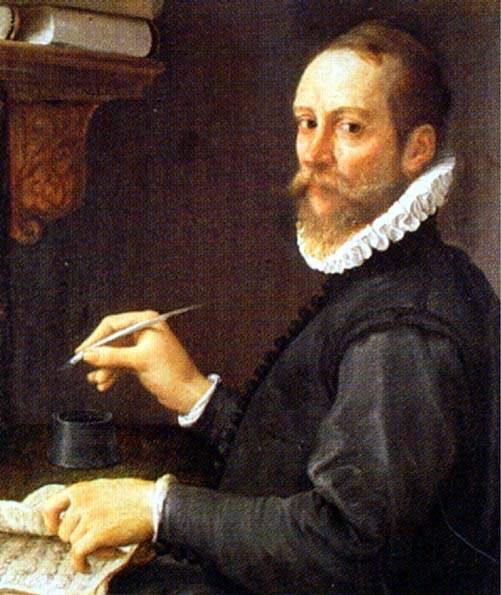
Der italienische Komponist und Organist Claudio Merulo wird 1587 von dem Maler und Kupferstecher Annibale Carracci porträtiert (heute zu sehen im Museo di Capodimonte in Neapel).

## Ereignisse

### Heiliges Römisches Reich

#### Hofkapelle von Rudolf II.
- Jacobus de Kerle, der wahrscheinlich zuvor im Fürststift Kempten tätig war und im Jahr 1582 kurzzeitig am Hof des Kölner Erzbischofs und Kurfürsten Gebhard Truchseß von Waldburg wirkte, ist seit 1. September 1582 Hofkaplan von Kaiser Rudolf II. Der Komponist zieht mit dem Kaiser über Wien nach Prag, wo er bis zu seinem Lebensende 1591 bleibt. Weil de Kerles Gehalt als Hofkaplan nur 150 Gulden betrug, bewarb er sich Anfang 1584 zusätzlich um ein Kanonikat an dem Kollegiatstift Heilig Kreuz in Breslau; die Ernennung dort geschieht erst im Herbst 1587. Am 7. Juli 1587 verzichtet er auf das Kanonikat in Cambrai zugunsten einer Pfründe in Mons, die er dann bis zu seinem Tod innehat. Im gleichen Jahr beabsichtigt de Kerle noch, fünf Messen bei den Antwerpener Verlegern Plantijn oder Pevernage herauszubringen, dies kommt aber nicht zustande.
- Carl Luython, der seit 1566 Chorknabe in der Hofkapelle von Kaiser Maximilian II. war, ist seit 1582 zweiter Hoforganist der Hofkapelle von Kaiser Rudolf II. Letzterer hat im Jahr 1583 seinen ganzen Hofstaat von Wien nach Prag verlegt. Als dessen Bruder, Erzherzog Ernst, im Jahr 1587 die Bischofsweihe erhält, erscheint in Prag die erste Motettensammlung Luythons Popularis anni jubilus zu sechs Stimmen mit einer Widmung an diesen. Luython ist auch im Orgelbau engagiert: Zusammen mit dem Orgelbauer Albrecht Rudner wirkt er von 1581 bis 1590 an der Erneuerung der Orgel des Doms St. Veit in Prag mit. Die betreffenden Akten enthalten zahlreiche Einwendungen Luythons zu diesem Vorhaben, womit er recht detailliert seine Vorstellungen vom Orgelbau wiedergibt.
- Philippe de Monte ist seit 1568 als Nachfolger von Jacobus Vaet Kapellmeister der Hofkapelle Maximilians II. in Wien. Nach dem Tod von Maximilian II. am 12. Oktober 1576 ist er für dessen Nachfolger Rudolf II. in Wien und später in Prag tätig und bekommt die Position eines Kanonikus an der Kathedrale von Cambrai zuerkannt. 1587 veröffentlicht de Monte in Antwerpen sein Liber primus missarum zu fünf, sechs und acht Stimmen, sein Sacrarum cantionum […] liber secundus zu sechs Stimmen und sein Il duodecimo libro delli madrigali zu fünf Stimmen.

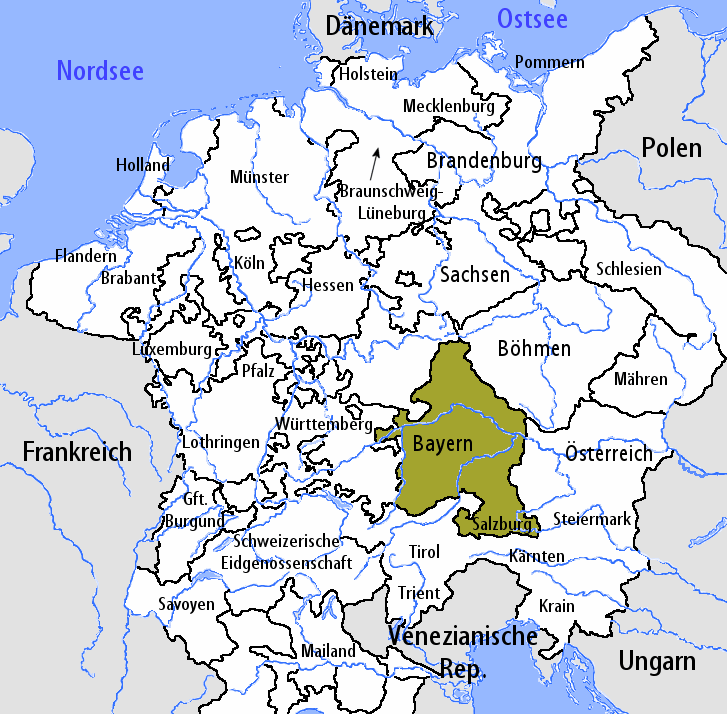
Der Bayerische Reichskreis (oliv) auf einer Kreiskarte des Heiligen Römischen Reiches, Stand etwa 1630

#### Bayerischer Reichskreis

##### Herzogtum Bayern
- Gregor Aichinger, der seit 1578 an der Universität Ingolstadt studiert hatte, ist seit 1584 durch seinen Mäzen Jakob III. Fugger Organist an der von Fugger vier Jahre zuvor gestifteten Orgel der Augsburger Basilika St. Ulrich und Afra. Fugger macht Aichinger auch zu seinem Hauskomponisten und Leiter seiner Kammermusik. Fugger ermöglicht Aichinger mehrere Reisen nach Italien. In Venedig wird er einer der ersten Schüler Giovanni Gabrielis und konvertiert wohl auch in dieser Zeit vom protestantischen zum katholischen Glauben.
- Ludovicus Episcopius, der seit 18. Oktober 1577 als Kapellmeister und Kantor an der Kollegiatkirche St. Servatius in Maastricht tätig war, wirkt seit 1. Juli 1582 als Hofkaplan und Sänger am Bayerischen Königshof in München unter Orlando di Lasso; zur gleichen Zeit ist er als Lehrer (praeceptor) für die Ausbildung der Chorknaben verantwortlich.
- Franciscus Florius hat seit Herbst 1556 in München an der Hofkapelle von Herzog Albrecht V. eine Anstellung als Hofbassist. Neben seiner Tätigkeit als Sänger ist Florius, zusammen mit dem Hofkopisten Johannes Pollet, auch als Notenkopist eingesetzt. Nach dem Ausscheiden Pollets 1571 ist er zum Hauptkopisten aufgestiegen; diese Stellung hat er bis zu seinem Tod 1588 inne.
- Johannes de Fossa ist seit dem letzten Vierteljahr 1559 Vizekapellmeister der Münchner Hofkapelle. In den vorhandenen Dokumenten wird Fossa allerdings weiterhin nur als Tenorist bezeichnet. Seit 1571 hat er die Aufsicht über die Chorknaben der Kapelle und hat ihnen in seinem Haus Kost und Unterkunft zu geben.
- Orlando di Lasso ist seit 1563 Kapellmeister der Münchner Hofkapelle. Zu Orlandos Aufgaben gehören u. a. Reisen durch Europa zur Anwerbung neuer Musiker, die Unterrichtung der Chorknaben, die teilweise sogar in seiner Familie leben, Proben mit den Musikern und die Komposition zahlreicher neuer Werke. Schon lange vor dem Tod Albrechts V. 1579 hat di Lasso ein hervorragendes Verhältnis zu Albrechts Nachfolger Wilhelm V. entwickelt; dieser sorgt auch ab 1573 für die Herausgabe einer eindrucksvollen Reihe großformatiger Chorbücher mit Orlandos Messen, Offizien, Lesungen und Magnificats in den erwähnten Patrocinium musices.

##### Reichsstadt Regensburg
- Andreas Raselius, der seit 1581 in Heidelberg studiert hatte, ist seit 1584 Kantor an der Neupfarrkirche in Regensburg und wirkt als Lehrer am Gymnasium poeticum.

Der Burgundische Reichskreis (grün) auf einer Karte des Heiligen Römischen Reiches, Stand etwa 1512

#### Burgundischer Reichskreis

##### Republik Antwerpen
- Jean de Castro lebt spätestens seit 1586, als wieder relativer Frieden in Antwerpen eingekehrt ist, in dieser Stadt.
- Hubert Waelrant wirkt in Antwerpen. Waelrant scheint im Hinblick auf seine Veröffentlichungen und Texte durchaus dem Protestantismus zuzuneigen, bleibt aber offiziell, insbesondere nach den Listen der Antwerpener Bürgerwache, Katholik und hat auch für sich und seine dritte Frau ein normales kirchliches Begräbnis vorgesehen.

##### Herzogtum Brabant
- Jan van Turnhout hat seit 1586 die Leitung der königlichen Kapelle in Brüssel.

##### Freigrafschaft Burgund
- Jean-Baptiste Besard, der Sohn eines Kaufmanns aus Besançon, erwirbt 1587 an der Universität von Dole den akademischen Grad eines Dr. jur., ist aber auch an Musik, Physik, Medizin und Alchimie interessiert.

##### Grafschaft Flandern
- Andreas Pevernage, der 1585 – als Nachfolger des verstorbenen Hendrik Munten – zum Singmeister der Kathedrale Notre-Dame in Antwerpen berufen wurde, hat diese Stellung erst antreten, als die von spanischen Truppen unter Alexander Farnese belagerte Stadt am 17. August 1585 kapituliert; am 29. Oktober 1585 hat er hier seinen Amtseid abgelegt. Für seine folgenden Jahre sind in Antwerpen neben der Kapellmeistertätigkeit wesentliche öffentliche Aktivitäten überliefert. Er stellt die von den calvinistischen Rebellen zerstörte Musikbibliothek wieder her, ist in den humanistischen Kreisen um den Verleger Christoph Plantin aktiv und führt in seinem Haus wöchentliche Konzerte durch. 1587 veröffentlicht er sein Osculetur me zu fünf Stimmen.

##### Grafschaft Holland
- Jan Pieterszoon Sweelinck, der älteste Sohn des Organisten Pieter Swibbertszoon und seiner Frau Elske Jansdochter Sweeling, lebt in Amsterdam und wirkt nach Aussage von Sweelincks Schüler und Freund Cornelis Plemp seit dem Jahr 1577 als Organist an der Oude Kerk. Nach Johann Mattheson ist er „schon in der Jugend, wegen seiner netten Fingerführung auf der Orgel, und überaus artigen Manier zu spielen, sonderlich berühmt“.[1] Nach dem Tod seiner Mutter im Jahr 1585 muss Sweelinck mit seinem niedrigen Gehalt seinen jüngeren Bruder und seine Schwester versorgen.

Der Fränkische Reichskreis (rot) auf einer Karte des Heiligen Römischen Reiches, Stand zu Beginn des 16. Jahrhunderts

#### Fränkischer Reichskreis

##### Fürstentum Brandenburg-Ansbach
- Teodoro Riccio, der seit 1575 Hofkapellmeister in Ansbach war und seinem Dienstherren nach Königsberg gefolgt war, lebt seit 1586 gemeinsam mit seiner Ehefrau wieder in Ansbach.

#### Kurrheinischer Reichskreis

##### Kurpfalz
- Mathias Gastritz, der am 22. Dezember 1561 zum Organisten der Stadt Amberg bestellt wurde, wirkt fast 30 Jahre lang in den Diensten der Stadt.

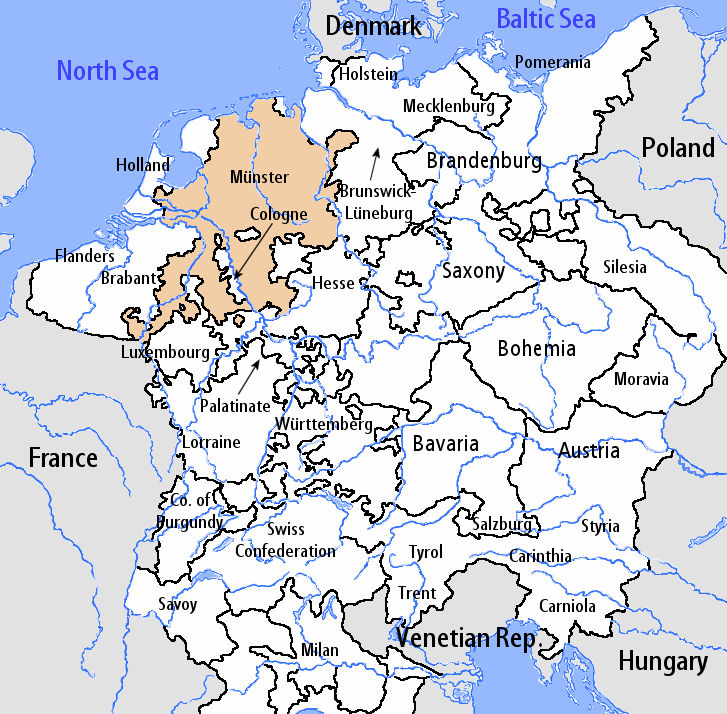
Der Niederrheinisch-Westfälische Reichskreis (hellbraun) auf einer Karte des Heiligen Römischen Reiches, Stand zu Beginn des 16. Jahrhunderts

#### Niederrheinisch-Westfälischer Reichskreis

##### Vereinigte Herzogtümer Jülich-Kleve-Berg
- Martin Peudargent ist Hofkomponist in den Diensten von Wilhelm V. von Jülich-Kleve-Berg. Nach einer Quelle aus dem Jahre 1587, wo er als „Sang-Mr Mertin van Hoya“ bezeichnet wird, stammt Peudargent aus Huy im Hochstift Lüttich. In einer Bittschrift vom 5. Juli 1587 beklagt er sich, dass seine Zuwendungen gekürzt worden seien und er nicht mehr fähig sei, seine Frau und Kinder zu ernähren. In dieser Bittschrift verweist er auf die langen Dienste für den Herzog und dass er im Alter erblindet sei.

#### Niedersächsischer Reichskreis

##### Erzstift Magdeburg
- Leonhart Schröter, der von 1561 bis 1576 als Stadtkantor in Saalfeld gewirkt hatte, ist seit 1576 Kantor an der Altstädter Lateinschule in Magdeburg, wo er bis zu seiner Emeritierung 1595 verbleibt. 1587 veröffentlicht er in Erfurt seine Hymni sacri.

##### Fürstentum Braunschweig-Wolfenbüttel
- Thomas Mancinus, der von 1579 bis 1581 Tenorist in der Hofkapelle in Berlin war, tritt spätestens 1583 in die Dienste des in Gröningen residierenden Bischofs von Halberstadt, des späteren Herzogs Heinrich Julius von Braunschweig-Wolfenbüttel. Im Dezember 1583 wird er zum Kapellmeister ernannt, eine Stellung, die er bis 1604 innehat. Unter seiner Leitung wird sich die Hofkapelle bis 1590 von acht auf 17 Mitglieder vergrößern, dazu kommen noch 12 Trompeter und Pauker.
- Johann Zanger der Ältere, der seit 1571 Pfarrer an der Martinikirche in Braunschweig war, seit 1577 Stellvertreter des Stadtsuperintendenten und seit 1586 Dechant des St. Matthäus-Stiftes, verstirbt am 5. April 1587.

Der Obersächsische Reichskreis (rot) auf einer Karte des Heiligen Römischen Reiches, Stand am Ende des 16. Jahrhunderts

#### Obersächsischer Reichskreis

##### Kurfürstentum Sachsen
- Elias Nikolaus Ammerbach, der von 1548 bis 1549 an der Universität Leipzig studiert hatte, wirkt danach, vermutlich bis an sein Lebensende 1597, als Thomasorganist an der Thomaskirche.
- Joachim a Burck, der ab 1563 Kantor an der Lateinschule in Mühlhausen war, ist seit 1566 Organist an der Kirche Divi Blasii in Mühlhausen. Daneben ist er als Geschichtsschreiber, öffentlicher Notar und seit 1583 als Senator tätig.
- Sethus Calvisius, der seit 1580 an der Universität Leipzig studierte, ist – auf Empfehlung Nikolaus Selneckers und der gesamten theologischen Fakultät der Universität Leipzig – seit November 1582 Kantor in Schulpforta, wo er unter anderem den Motettengesang bei den gemeinsamen Mahlzeiten einführt. Daneben wirkt er als Pädagoge nicht nur im Themengebiet der Musik, er gibt auch Unterricht in Hebräisch und betreibt chronologisch-historische Studien.
- Wolfgang Figulus ist von 1551 bis zu seiner Pensionierung 1588 Kantor und Lehrer an der Fürstenschule in Meißen. Er unterrichtet die Fächer Musik, Latein und Religion und sorgt für die musikalische Gestaltung der Gottesdienste in der Afrakirche. 1587 veröffentlicht er in Wittenberg sein Amorum filii Dei, hymni sacri, de natali Domini nostri Iesu Christi, decadis III (unvollständig).
- Rogier Michael, der von 1572 bis 1574 die Stelle eines Tenorsängers in Ansbach an der Hofkapelle von Markgraf Georg Friedrich von Brandenburg-Ansbach bekleidete, ist seit 1. Februar 1575 – auf Empfehlung von Aemilia von Sachsen, der Schwester von Kurfürst August von Sachsen – Sänger und Musiker an der Dresdener Hofkapelle. Als Nachfolger von Antonio Scandello, Giovanni Battista Pinello (1544–1587) und Georg Forster erreicht Rogier Michael am 12. Dezember 1587 unter der Regentschaft von Kurfürst Christian I. von Sachsen die Position des kursächsischen Hofkapellmeisters.
- Georg Österreicher studiert seit 1585 an der Universität Wittenberg.
- Nikolaus Selnecker, der seit dem Jahreswechsel 1573/74 wieder Professor in Leipzig ist, ist seit 1576 zusätzlich Pfarrer an der Thomaskirche und Superintendent, dazu auch Domherr am Meißner Dom. 1587 veröffentlicht er seine Schrift Christliche Psalmen Lieder und Kirchengesenge In welchen die Christliche Lehre zusam gefasset und erkleret wird Treuen Predigern in Stedten und Dörffern Auch allen frommen Christen zu diesen letzten und schweren zeiten nütz und tröstlich sowie die Lieder Nun lasst uns Gott dem Herren Dank sagen und Wir danken dir, o treuer Gott.

##### Herzogtum Pommern
- Philipp Dulichius tritt im Jahr 1587 eine Stellung als Kantor am Fürstliche Pädagogium in Stettin an.

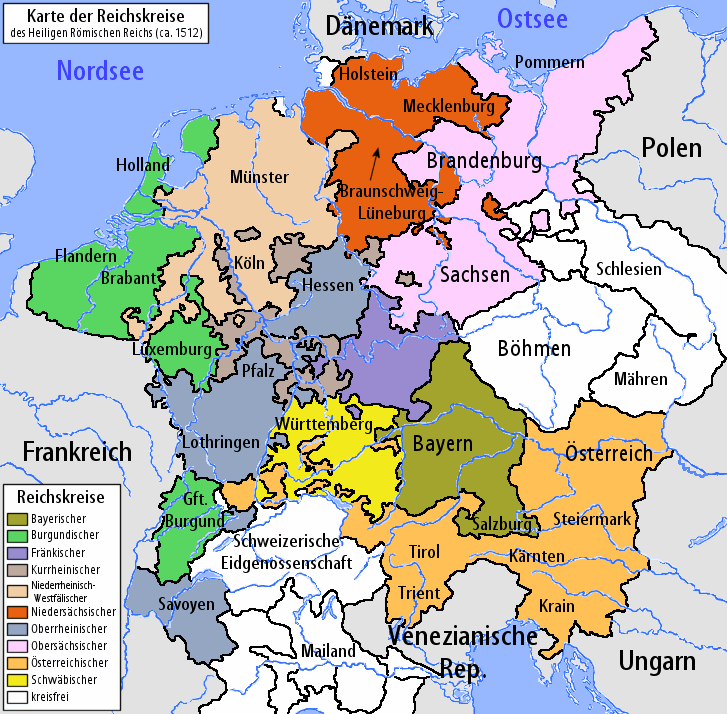
Der Österreichische Reichskreis (beige) auf einer Karte des Heiligen Römischen Reiches, Stand etwa 1512

#### Österreichischer Reichskreis

##### Erzherzogtum Österreich
- Blasius Amon tritt im Frühjahr 1587 in Wien in den Franziskanerorden ein.
- Matthia Ferrabosco ist seit 1581 Altist an der Grazer Hofkapelle.
- Simone Gatto, der seit 1568 am Hof in München als Posaunist wirkte, setzt seine berufliche Laufbahn seit 1572 in Graz fort. In der dortigen Hofmusikkapelle wirkt er zunächst als Bläser und ist seit 1581 Hofkapellmeister.
- Jakob Regnart, der zuletzt Vize-Kapellmeister der Hofkapelle von Kaiser Rudolf II. in Prag war, wirkt seit Frühjahr 1582 in der Nachfolge von Alexander Utendal als Vizekapellmeister in Innsbruck am Hof von Erzherzog Ferdinand II., der als besonders eifriger Verfechter der Gegenreformation gilt. Regnart begann seinen Dienst am 9. April 1582 und ist seit dem 1. Januar 1585 Kapellmeister.
- Franz Sales hat seit dem 1. November 1580 eine Anstellung an der Hofkapelle in Innsbruck, wo er etwa sieben Jahre lang bleibt. Sein Dienstherr in Innsbruck, Erzherzog Ferdinand, verfasst am 13. April 1587 ein Empfehlungsschreiben für Franz Sales an seine Schwester Magdalena, die in Hall am Inn ein Damenstift gegründet hat; dort bekommt er kurz darauf die Stelle des Kapellmeisters.
- Lambert de Sayve, der seit 1577 in der Grazer Hofkapelle von Erzherzog Karl gewirkt hatte und dessen Entlassungsgesuch Ende Juni 1582 entsprochen wurde, ist wahrscheinlich kurz darauf als Kapellmeister in die Dienste von Erzherzog Matthias in Linz getreten; belegt ist dies erst ab August 1583. Über seine Zeit als kaiserlicher Kapellmeister gibt es nur wenig Informationen. Er gehört mit Sicherheit zum Gefolge des Erzherzogs auf dessen Reisen und Umzügen nach Linz, Wien und Prag.
- Ludovico Zacconi, der seit 1577 an der Kirche des hl. Stephanus in Venedig studiert hatte und später ein Schüler von Andrea Gabrieli wurde, hat im Juli 1585 eine Stellung am Hof des Erzherzogs Karl II. angenommen, die er bis zu Karls Tod im Jahre 1590 behält.

Der Schwäbische Reichskreis (rot) auf einer Karte des Heiligen Römischen Reiches, Stand 16. Jahrhundert

#### Schwäbischer Reichskreis

##### Herzogtum Württemberg
- Ludwig Daser ist seit 1572 und bis zu seinem Ableben 1589 Kapellmeister der Hofkapelle Stuttgart.
- Balduin Hoyoul, der im Jahr 1561 im Alter von etwa 13 Jahren als Diskant-Sänger in den Chor der Stuttgarter Hofkapelle unter Ludwig Dasers Leitung eingetreten war und 1564/65 für zwei Jahre als Schüler zu Orlando di Lasso nach München geschickt wurde, wirkt nach seiner Rückkehr wieder als Altist und Komponist der Stuttgarter Hofkapelle. 1587 veröffentlicht er in Nürnberg seine Sacrae cantiones zu fünf bis zehn Stimmen sowie seine Konkordanzen zu den Sacrae cantiones.
- Leonhard Lechner wird am 1. August 1585 von Herzog Ludwig von Württemberg als „Musicus“ in die Stuttgarter Hofmusik aufgenommen. Dort dient er unter den Kapellmeistern Ludwig Daser und Balduin Hoyoul zunächst als Tenorsänger und liefert Kompositionen, seit 1586 als Hofkomponist. In seinen letzten Lebensjahren versucht er zwischen 1587 und 1604, Krankheiten mit Bäderkuren zu heilen und muss sich bei Aufführungen wohl öfter vertreten lassen. Aus dem gleichen Grund gelangen vermutlich seine reifen Spätwerke nicht mehr zum Druck. 1587 veröffentlicht er seine Septem psalmi poenitentiales, […] additis aliis quibusdam piis cantionibus zu sechs bis sieben und zwölf Stimmen.
- Simon Lohet ist seit dem 14. September 1571 Organist der württembergischen Hofkapelle in Stuttgart. Es ist auch Lohets Aufgabe, die Instrumente der Hofkapelle zu verwalten. Neben seinem Amt als Hoforganist wirkt Lohet als Lehrer eines größeren Schülerkreises.

##### Hohenzollern-Hechingen
- Ferdinando di Lasso, der 1560 geborene Sohn von Orlando di Lasso und dessen Frau Regina (Wäckinger), ist von 1585 bis 1590 beim Grafen Eitel Friedrich IV. von Hohenzollern-Hechingen angestellt.

##### Hohenzollern-Sigmaringen
- Melchior Schramm, der 1572 für zwei Jahre Organist an der neuerrichteten Stiftskirche des Damenstifts in Hall war, wirkt seit 1574 als Organist und Hofkapellmeister am Hof von Hohenzollern-Sigmaringen, wo er unter Graf Karl II. von Hohenzollern-Sigmaringen die Hofkapelle neu aufbaut und bis 1596 leitet.

##### Reichsstadt Augsburg
- Adam Gumpelzhaimer, der im Benediktinerkloster Sankt Ulrich und Afra Augsburg seine erste musikalische Unterweisung durch Jodocus Entzenmüller und wahrscheinlich auch durch den Chorleiter Johannes Treer erhalten hatte, ist seit 1581 Kantor und Praeceptor am Gymnasium bei St. Anna. Diese Anstellung behält er bis an sein Lebensende.
- Hans Leo Haßler, der ab 1584 Unterricht bei Andrea Gabrieli in Venedig erhalten hatte und sich dort mit dessen Neffen, dem Komponisten Giovanni Gabrieli, angefreundet hatte, ist seit 1585 in Augsburg Kammerorganist des Grafen Oktavian II. von Fugger und Organist an St. Moritz; diese Position hat er fünfzehn Jahre lang inne.

##### Reichsstadt Dinkelsbühl
- Michael Tonsor wirkt von ungefähr 1567 bis 1588 als Organist an der St. Georgskirche in Dinkelsbühl.

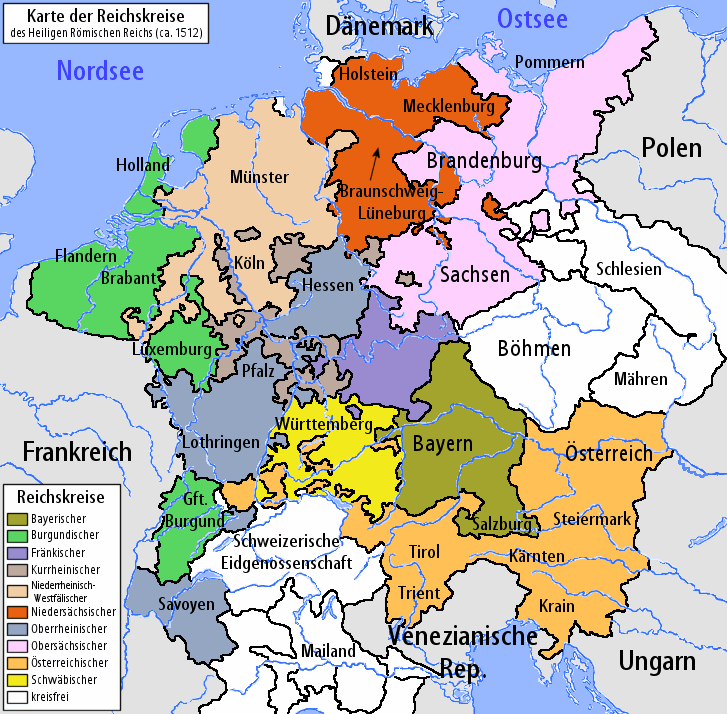
Die nicht eingekreisten zum Heiligen Römischen Reich zugehörigen Territorien und Stände (weiß) auf einer Karte des Heiligen Römischen Reiches, Stand etwa 1512

#### Nicht eingekreiste zum Heiligen Römischen Reich zugehörige Territorien und Stände

##### Alte Eidgenossenschaft
- Samuel Mareschall, der sich für die Jahre 1576 und 1577 an der Universität Basel zum Studium eingeschrieben hatte, ist seit 1577 als Nachfolger von Gregor Meyer Organist am Basler Münster; im gleichen Jahr wird Mareschall an der Universität zum professor musices berufen. Zusätzlich bekommt er eine Anstellung als Musiklehrer am Gymnasium am Münsterplatz und am Collegium Alumnorum. Es gehört auch zu seinen Aufgaben, wöchentlich mit den Schülern des Gymnasiums und den Alumnen Übungsstunden („musices exercitia“) für den Kirchengesang am Münster abzuhalten.

##### Herzogtum Mailand
- Giovanni Battista Bovicelli, der schon in Jugendjahren Mitglied des Mailänder Kathedralchores wurde, ist seit 1583 Sopranist des Domchores, wo er noch 1597 mit einer Dotation von 159 Liren vermerkt ist.
- Marc’Antonio Ingegneri, der wahrscheinlich bei Cyprian de Rore in Parma und bei Vincenzo Ruffo in Verona studiert hatte, lebt in Cremona und erwirbt sich dort einen guten Ruf als Komponist und Instrumentalist. Er ist möglicherweise Organist und ist als Streicher nachgewiesen. Seit dem Jahr 1581 ist er maestro di cappella der dortigen Kathedrale, und anscheinend bleibt er für den Rest seines Lebens in dieser Position. Er schreibt zwei Bücher von Messen, 1573 und 1587, mindestens drei Bücher von Motetten (einige sind möglicherweise verloren gegangen), sowie acht Bücher vier- bis sechsstimmiger Madrigale.
- Tiburtio Massaino, der seit 1571 maestro di cappella von Santa Maria del Popolo in Rom war und danach in Modena gewirkt hatte, ist seit 1587 in Salò tätig. In diesem Jahr veröffentlicht er seine Psalmi omnes ad vesperas per totum annum decantandi, una cum Magnificat zu acht Stimmen, sein Secundus liber missarum zu fünf Stimmen und sein Il terzo libro de madrigali zu fünf Stimmen.
- Claudio Merulo, der seit dem Jahr 1566 als Nachfolger von Annibale Padovano als erster Organist am Markusdom tätig war und Venedig 1584 verlassen hat, erhält danach eine Stelle am Hofe der Farnese in Parma. 1587 übernimmt er zusätzlich den Posten eines Domorganisten.

##### Herzogtum Mantua
- Ippolito Baccusi ist ab etwa 1576 bis 1589 als Kapellmeister am Dom zu Mantua tätig.
- Giovanni Giacomo Gastoldi, der in Mantua als Chorknabe an der Basilika Santa Barbara seine musikalische Ausbildung erhielt, Theologie studierte und seit 1572 Subdiakon war, ist seit 1574 Diakon und seit 1575 Priester. Gastoldi erhält Pfründe, damit verbunden ist die Verpflichtung, den Chorknaben Gesangsunterricht zu geben. Als Mitglied der Kapelle beteiligt er sich an der Komposition des vom Herzog Guglielmo Gonzaga (der sich auch selber als Komponist betätigt) gewünschten Repertoires. 1587 veröffentlicht er sein Sakralwerk Sacrae Lodi a diversi Santi.
- Giaches de Wert, der von 1563 bis 1565 den Dienst eines Kapellmeisters für die kaiserlichen Gouverneure in Mailand versehen hatte, wirkt spätestens seit September 1565 als Kapellmeister an der neu gebauten Basilika Santa Barbara in Mantua, der Hofkirche der Gonzaga-Herzöge. In dieser Stellung bleibt er bis zu seinem Tod im Jahr 1596. Er ist auch als prefectus musicorum für die weltliche Musik am Hof von Herzog Guglielmo Gonzaga und ab 1587 von Herzog Vincenzo Gonzaga in Mantua zuständig. Er bezieht ein außerordentlich hohes Jahresgehalt, zu welchem weitere Gratifikationen und im Jahr 1580 eine Schenkung von Ländereien hinzukommen. Seit 1582 leidet er an den Folgen einer Malaria-Erkrankung. 1587 veröffentlicht er sein Passio Domini nostri Iesu Christi secundum Marcum zu zwei bis fünf Stimmen.
- Benedetto Pallavicino, der in seiner Jugendzeit Organist an verschiedenen Kirchen der Provinz Cremona war, tritt spätestens 1581 in Sabbioneta bei Mantua in den Dienst von Vespasiano Gonzaga, wo er zusammen mit Giaches de Wert, Giovanni Giacomo Gastoldi, Salamone Rossi und Claudio Monteverdi wirkt. In dieser Stellung blieb er bis an sein Lebensende. Pallavicinos Widmung der eigenen sechsstimmigen Madrigale von 1587 an Herzog Guglielmo Gonzaga zeugt von seiner Bewunderung für dessen Kompositionen. Guglielmo Gonzaga stirbt im August 1587 und dessen Sohn Vincenzo wird sein Nachfolger. Mit Vincenzo Gonzaga hat Pallavicino zunächst Schwierigkeiten. 1587 veröffentlicht er sein l primo libro de madrigali zu sechs Stimmen.
- Salamone Rossi, der der alteingesessenen italienisch-jüdischen Familie der de Rossis (Me-Ha-Adumim) entstammte, machte sich als junger Mann einen Namen als Violinist. 1587 wird er bei Vincenzo I. Gonzaga am Hof von Mantua anfangs als Sänger und Geiger angestellt, wo bereits seine Schwester Europa als Sängerin wirkt.
- Alessandro Striggio der Ältere, der in den 1580er-Jahren den Umgang mit der Familie Este an deren Hof in Ferrara gepflegt hatte, lebt seit 1586 wieder in Mantua.

##### Herzogtum Modena und Reggio
- Bernardino Bertolotti ist Hofmusiker der Familie Este in Ferrara. Er ist „als Instrumentalist am Hof von Ferrara von Dezember 1578 bis zu dessen Auflösung Anfang 1598 angestellt.“[2]
- Luzzasco Luzzaschi, der seit Mai 1561 Organist und seit 1564 herzoglicher Hoforganist am Hof des Herzogs Alfonso II. d’Este war, ist seit 1574 – als Nachfolger Afonso della Violas (auch dalla Viola genannt) – Leiter der Instrumentalmusik des Herzogs von Ferrara. Seit 1572 bekleidet er zusätzlich das Organistenamt am Ferrareser Dom.
- Ercole Pasquini, der – nach dem Zeugnis des Theologen und Franziskanerpaters Agostino Superbi – bei Alessandro Milleville (1521?–1589) Musik studiert hatte, übernimmt von diesem zwischen 1583 und 1587 die musikalische Erziehung von Vittoria Aleotti, einer Tochter des Hofarchitekten von Ferrara, Giovanni Battista Aleotti.
- Alessandro Piccinini, der in einer musikalischen Familie aufwuchs und zusammen mit seinen Brüdern Filippo und Girolamo von seinem Vater Leonardo Maria eine Ausbildung zum Lautenisten erhielt, ist von 1582 bis 1597 am Hof von Herzog Alfonso II. in Ferrara tätig.

##### Herzogtum Toskana
- Giulio Caccini, der wahrscheinlich Mitglied im Knabenchor der Cappella Giulia des Petersdoms und von Oktober 1564 bis November 1565 Gesangsschüler von Giovanni Animuccia war, wirkt seit dem 29. April 1566 am Hof des Großherzogs Ferdinando I. de’ Medici in Florenz.
- Vincenzo Galilei, der 1581 seine musiktheoretische Schrift Dialogo della musica antica e della moderna veröffentlicht hatte, wirkt in Florenz.
- Cristofano Malvezzi, der seit 1571 als Kapellmeister am Baptisterium San Giovanni gewirkt hatte, ist seit 1574 – in der Nachfolge seines Vaters – Organist an der Basilica di San Lorenzo. Ab 1586 ist er zusätzlich am Hof der Medici für die Komposition von Intermedien angestellt.
- Giovanni Piero Manenti, der im Juni 1571 – nach dem Tode von Francesco Corteccia – Kapellmeister an S.Giovanni geworden war, dieses Amt aber bereits nach sechs Monaten niedergelegt hatte, ist Organist an der Kathedrale von Florenz, ein Amt, das er bis zu seinem Tod 1597 ausübt. Manenti ist ebenfalls als Musiker am Hof der Medici tätig und komponiert zumindest ein Werk für die „Compagnia di S.Giovanni Evangelista“ in Florenz.
- Jacopo Peri, der seinen ersten musikalischen Unterricht von Cristofano Malvezzi erhielt und schon bald als guter Sänger und Organist bekannt war, wird 1587 von der Fürstenfamilie der Medici angestellt.

##### Königreich Böhmen
- Bartholomäus Gesius, der zwischen 1578 und 1585 an der Viadrina in Frankfurt (Oder) studiert hatte und 1582 vorübergehend Kantor in Müncheberg war, wird 1587 Lehrer und Musiker auf Schloss Muskau in der Oberlausitz.
- Szymon Bar Jona Madelka lebt seit ungefähr 1575 in Pilsen, wo er Mitglied der Fleischerzunft ist. Später wird er Zunftmeister, Ratsherr der Stadt und Kantor.
- Jacobus Gallus, der seit 1580 als Kapellmeister in den Diensten des Bischofs von Olmütz stand, ist seit 1586 Kantor von St. Johann am Ufer in Prag.
- Giovanni Battista Pinello di Ghirardi, der zuletzt in Prag lebte, stirbt am 15. Juni 1587.

### Königreich England und Irland

#### Chapel Royal von Elisabeth I.
- John Baldwin ist Tenor an der Royal Chapel in London.
- John Bull, der seine erste Anstellung als Organist an der Kathedrale zu Hereford hatte, ist seit Januar 1586 Gentleman of the Chapel Royal unter Elisabeth I. von England, die sein Spiel offenbar sehr bewunderte.
- William Byrd ist seit 1570 Gentleman of the Chapel Royal.
- William Mundy, der 1543 Mitglied im Chor von Westminster Abbey wurde und später für verschiedene Kirchengemeinden arbeitete, ist seit 1563 Mitglied der Chapel Royal, an der er bis zu seinem Tode 1591 verbleibt.

#### London
- Thomas Campion, der in London geboren wurde und am Peterhouse in Cambridge studiert hatte, studiert seit 1586 Rechtswissenschaft in London.
- Giles Farnaby heiratet am 28. Mai 1587 Katherine Roane. Sie leben anfangs in der Gemeinde von St. Helen’s Bishopsgate, in London, später im benachbarten St. Peter’s, Westcheap.

#### Windsor
- Nathaniel Giles, der im Jahr 1585 an die St. George’s Chapel in Windsor berufen wurde, neben Westminster Abbey Begräbniskirche der englischen Könige, ist hier als Organist und Chormeister tätig und bekleidet dieses Amt bis zu seinem Ableben.
- John Mundy, der zuvor Organist am Eton College war, übt dieses Amt seit 1585 an der St George’s Chapel in Windsor Castle aus.

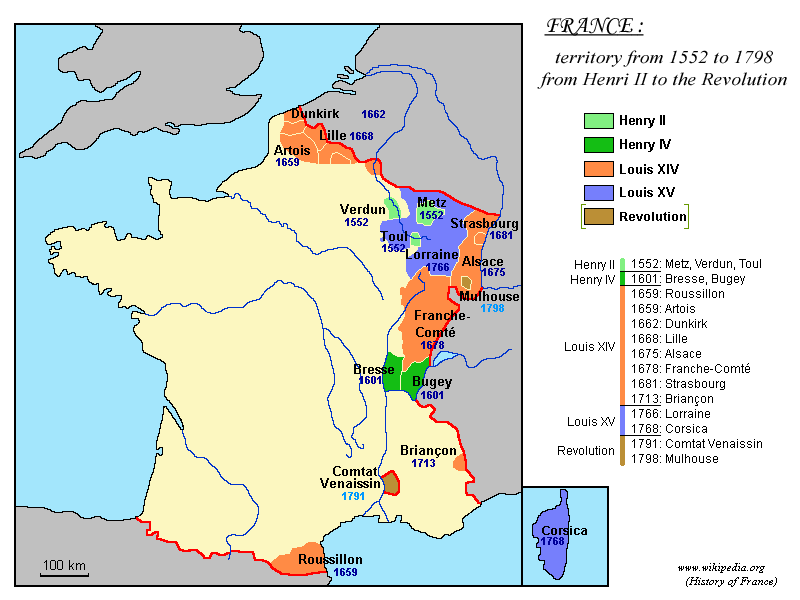
Territoriale Entwicklung des Königreichs Frankreich ab 1552

### Königreich Frankreich

#### Chapelle Royale von Heinrich III.
- Pierre-Francisque Caroubel, der von italienischer Herkunft war, lebt seit 1576 in Paris und ist seit 1583 durch königlichen Brief eingebürgert. Caroubel hat eine Anstellung als Violon Ordinaire de la Chambre du Roi bei König Heinrich III. und dessen Bruder François-Hercule de Valois, duc d’Alençon.
- Eustache du Caurroy ist seit 1570 zunächst als Sänger im Dienst der französischen Könige Karl IX. und Heinrich III. tätig.
- Nicolas Formé, der an der Chorschule von Notre-Dame de Paris ausgebildet wurde, wird im Jahre 1587 in die Sainte-Chapelle aufgenommen, muss diese aber bereits nach kurzer Zeit wieder verlassen, da sein Lebenswandel (Trunksucht und die Weigerung des gemeinsamen Wohnens mit seinen Konfratres, stattdessen wohnte er mit seinen Maitressen in einem eigenen Haus) die Missbilligung der Verantwortlichen erregt.

#### Évreux
- Guillaume Costeley, der nach seiner Ausbildung von 1560(?) bis 1570 Hoforganist am Hof von Karl IX. war, wirkt danach bis zu seinem Ableben 1606 in Évreux als Komponist und ist dort Mitglied der Bruderschaft Sainte Cécile.

#### Paris
- Claude Le Jeune, der sich der 1570 von Jean-Antoine de Baïf und Joachim Thibault de Courville († 1581) unter der Schirmherrschaft des französischen Königshauses (Karl IX.) in Paris gegründeten Institution Académie de poésie et de musique angeschlossen hatte, ist seit 1582 als Lautenist in den Dienst von Herzog François d’Anjou, dem Bruder von König Heinrich III., getreten und wirkt bei ihm auch als Lehrer der Chorknaben (Maistre des enfants de musique). Nach dem Tod des Herzogs 1584 ist er möglicherweise in den Diensten von Herzog Heinrich von Bouillon und unterrichtet adelige Hugenotten.
- Adrian Le Roy lebt in Paris und ist musikalischer Leiter des von ihm mit seinem Vetter Robert Ballard 1551 gegründeten Musikverlags Le Roy & Ballard.
- Jacques Mauduit ist Mitglied der Académie de musique et de poésie, des von Jean-Antoine de Baïf und Joachim Thibault de Courville gegründeten Zirkels zur Pflege der Musique mesurée à l’Antique, d. h. zur Wiedererweckung der Rhetorik und Ethik der Musik des antiken Griechenlands in der zeitgenössischen französischen Musik und Dichtung. Nach Courvilles Tod im Jahre 1581 führt Mauduit den musikalischen Vorsitz der Académie.

Italien um 1494

### Italienische Staaten

#### Herzogtum Urbino
- Leonard Meldert, der bis zum Tod des Herzogs Guidobaldo II. della Rovere in Urbino 1574 an dessen Hof aktiv war und anschließend mit großer Wahrscheinlichkeit in Ravenna in die privaten Dienste von Giulio Feltrio della Rovere, Kardinal von Urbino und Erzbischof von Ravenna, getreten war, ist seit 1578 – nach Aussage des Musikforschers F. Piperno – wieder in Urbino aktiv, und zwar als Kapellmeister der dortigen Kathedrale. Nach Aussage von Simone Sorini, auf Grund von Dokumenten in Archiven Urbinos, ist Meldert auf jeden Fall von September 1581 bis März 1590 Kapellmeister in Urbino. Von 1581 bis 1590 veröffentlicht er hier seine Responsori del natale.

#### Kirchenstaat
- Giovanni Francesco Anerio, der von 1575 bis 1579 Mitglied der Capella Giulia unter Giovanni Pierluigi da Palestrina war, ist Kleriker und hat am 12. Dezember 1583 die Tonsur erhalten.
- Ghinolfo Dattari erhält ab Februar 1555 in Bologna eine Anstellung als Sänger in der Kapelle von San Petronio, die er 62 Jahre lang, bis zu seinem Tode ausübt.
- Luca Marenzio, der seine erste Anstellung in Rom bei Kardinal Cristoforo Madruzzo († 1578) fand, steht anschließend in Rom in den Diensten von Kardinal Luigi d’Este (Bruder des Herzogs von Ferrara, Alfonso II. d’Este), der 1586 stirbt. In dieser Zeit veröffentlicht er seine ersten Madrigalsammlungen und hat möglicherweise auch Kontakt zum Hof von Ferrara. Seine Bemühungen um die Kapellmeisterstelle an der herzoglichen Kapelle von Mantua bleiben ohne Erfolg. 1587 veröffentlicht er in Venedig bei Giacomo Vincenti sein Il quarto libri di madrigali a sei voci sowie mehrere Bücher mit Villanellen und Canzonetten zu drei Stimmen.
- Giovanni Maria Nanino, der im Sommer 1575 das Amt des Kapellmeisters von San Luigi dei Francesi angetreten hatte, wirkt seit dem 28. Oktober 1577 – nach bestandener Aufnahmeprüfung – als Tenor im Chor der renommierten päpstlichen Kapelle, der Cappella Pontificia. In der Kapelle, die vor allem in der Cappella Sistina auftritt, bleibt er bis zu seinem Tod 1607 tätig. Neben seinen Verpflichtungen als Sänger liefert er auch eigene Kompositionen (eine von der Kapelle erwünschte Fähigkeit) und übernimmt verschiedene administrative Ämter.
- Giovanni Pierluigi da Palestrina, der seit 1565 musikalischer Leiter und Lehrer des Seminario Romano, einer Ausbildungsstätte des Priesternachwuchses war, übt diese Stelle – nachdem Giovanni Animuccia Ende März 1571 verstorben war – seitdem zum zweiten Mal aus. Palestrina ist auch für die Arciconfraternita della Santissima Trinità dei Pellegrini e Convalescenti aktiv, eine damalige römische Frömmigkeitsbewegung. Eine engere Beziehung unterhält Palestrina mit dem Hof der Gonzaga in Mantua.
- Paolo Quagliati, der nach seiner musikalischen Ausbildung 1574 nach Rom gezogen ist, wirkt hier als Organist in verschiedenen Kirchen.
- Francesco Soriano, der seit 1581 in Mantua lebte und dort eine Stellung am Hof der Gonzagas hatte, ist 1586 nach Rom zurückgekehrt, wo er den Rest seines Lebens als Chormeister in drei verschiedenen Kirchen tätig ist, darunter als Leiter der Cappella Giulia am Petersdom.
- Joannes Tollius, der sich vor dem Jahr 1585 dem Orden der Franziskaner angeschlossen hatte, bald wieder entlassen und wenig später doch wieder aufgenommen wurde, ist im Jahr 1586 als Chorsänger in Rom belegt und hat dort am 8. Juli 1587 bei Gericht eine Zeugenaussage über einen französischen Kutscher gemacht. Hier wird er als früherer Kapellmeister von Assisi bezeichnet.

#### Königreich Neapel
- Carlo Gesualdo, der Sohn von Fabrizio II., Fürst von Venosa, und Girolama Borromeo, der nach dem Tod seines älteren Bruders 1585 in der Erbfolge nachgerückt ist, ist seit 1586 regierender Fürst.
- Giovanni de Macque, der zuvor in Rom gewirkt hatte, wirkt seit dem Jahr 1585 in Neapel in den Diensten des Fürsten von Venosa, Fabrizio Gesualdo, dem Vater von Don Carlo Gesualdo. Aus dieser Anstellung entwickelt sich eine anhaltende und für den Komponisten förderliche Beziehung. 1587 veröffentlicht er in Venedig sein Il secondo libro de madrigali a cinque voci.
- Giovanni Domenico da Nola wirkt seit Februar 1563 bis zu seinem Tod 1592 als Maestro di cappella an der Basilika Santissima Annunziata Maggiore in Neapel. In dieser Funktion lehrt er auch die Mädchen des Waisenhauses der Annunziata und die Diakone des Priesterseminars Gesang.

#### Republik Genua
- Giovanni Battista Dalla Gostena wirkt von 1584 bis 1589 in seiner Heimatstadt Genua an San Lorenzo als Priester und Kapellmeister.

#### Republik Venedig
- Costanzo Antegnati, der am besten bekannte Spross der verzweigten italienischen Orgelbauerfamilie Antegnati, ist seit 1584 Domorganist in Brescia. 1587 wird sein jüngster Sohn Giovanni Francesco Antegnati (1587–1630) geboren und er veröffentlicht in Venedig bei Angelo Gardano die 2. Auflage seines Libro 1.Missarum, 6 et 8 vocum.
- Giovanni Matteo Asola wirkt von 1577 bis 1591 in Treviso, Vicenza und in Verona als Kapellmeister.
- Giovanni Bassano, der zuerst 1576 als Instrumentalmusiker an San Marco in Venedig in Erscheinung trat, erwirbt sich dort schnell einen Ruf als einer der besten Instrumentalisten in Venedig. Seit 1585 ist er Musiklehrer an dem dem Markusdom angeschlossenen Seminar.
- Floriano Canale ist von 1581 bis 1603 Organist im Konvent von San Giovanni Evangelista in Brescia.
- Giovanni Cavaccio, der seit 1576 als Sänger in Bergamo wirkt, ist von 1581 bis 1598 als Lehrer an der Kathedrale von Bergamo tätig.
- Giovanni Croce wirkt seit 1565 als Chorknabe und Sänger am Markusdom in Venedig.
- Girolamo Diruta, der seit 1574 Mitglied des Minoritenklosters in Correggio war und seine musikalische Ausbildung zum Organisten von Batista Capuani erhalten hatte, lebt seit 1580 in Venedig, wo er Schüler des berühmten Claudio Merulo ist, eventuell auch von Gioseffo Zarlino und Costanzo Porta. Diruta wirkt in Venedig an der Kirche Santa Maria dei Frari bis zum Jahr 1593.
- Baldissera Donato, der seit 1550 als Sänger – zunächst an San Marco in Venedig – aktiv war und auch in der Ausbildung der Sänger wirkte, hat seit 1580 die Kapellmeisterstelle am Dom zu Padua inne.
- Giovanni Gabrieli, der 1580 nach Venedig zurückgekehrt war und am Markusdom Hilfsorganist unter seinem Onkel Andrea Gabrieli und ab 1585 zweiter Organist war, übernimmt nach dem Tod des Onkels am 30. August 1585 dessen Stelle als Hauptorganist auf Empfehlung der Familie Fugger. 1587 erscheinen die Concerti, seine erste Sammlung von instrumentalen und vokalen Konzerten für 6–16 Stimmen in bis zu vier Chören. Wie üblich erscheinen sie in Stimmbüchern bei Angelo Gardano, einem der renommiertesten Drucker Venedigs. Gabrieli lässt seine Concerti und später alle seine Werke bei ihm verlegen.
- Rinaldo del Mel, der sich 1586 in Magliano Sabina aufhielt und 1587 in Venedig lebt, wird noch im Jahr 1787 vom Lütticher Fürstbischof Ernst von Bayern als Kapellmeister an die dortige Kathedrale St. Lambertus berufen, wo er etwa vier Jahre lang bleiben wird.
- Giovanni Battista Mosto hat seit 6. November 1580 den Posten des „maestro di cappella“ an der Kathedrale von Padua inne.
- Gioseffo Zarlino, der bei Adrian Willaert in Venedig studiert hat, ist seit 1565 – in der Nachfolge von Cypriano de Rore – Kapellmeister am Markusdom in Venedig. Er hat diese Stelle bis zu seinem Ableben 1590 inne.

### Königreich Polen

#### Hofkapelle von Sigismund III. Wasa
- Krzysztof Klabon, der seit 1565 Lautenist der königlichen Hofkapelle in Krakau war, ist von 1576 bis 1601, mit einer kurzzeitigen Unterbrechung durch den Italiener Luca Marenzio 1596, Direktor der königlichen Kapelle.

#### Krakau
- Jan Brandt, der 1571 dem Jesuitenorden beigetreten war, ist ab 1584 Mitglied der Jesuitenkonvente in Krakau, Pultusk, Posen und Wilna.

Karte des Herzogtums Preußen (dunkelgelb)

### Herzogtum Preußen
- Johannes Eccard, der von Jakob Fugger als Organist nach Augsburg berufen wurde, ist noch 1579 nach Königsberg in die Dienste des Markgrafen Georg Friedrich von Ansbach gewechselt, der ihn für seine Hofkapelle engagiert hatte. Hier wirkt er zunächst als Assistent von Teodoro Riccio, seit 1580 als Vizekapellmeister und seit 1586 als Nachfolger Riccios. Erst 1604 wird er offiziell zum Kapellmeister ernannt.

### Königlich Preußen
- Merten Friese, der Sohn des 1584 oder 1585 verstorbenen Orgelbauers Julius Anthoni Friese, wirkt in Danzig.

Iberische Halbinsel Ende des 15. Jahrhunderts

### Königreich Portugal

#### Hofkapelle von Philipp I.
- António Carreira ist seit der Thronbesteigung des 14-jährigen Königs Dom Sebastiaõ 1568, Kapellmeister und Magisterio in Lissabon. Nach dem tragischen Verschwinden des Königs Dom Sebastiaõ 1578 nach der Schlacht von Alcácer-Quibir, und dem Tod des Kardinals 1580, bleibt Carreira auch unter der Regierung von Heinrich I. und Philipp I. Kapellmeister der königlichen Kapelle in Lissabon.

### Königreich Spanien

#### Hofkapelle von Philipp II.
- Géry de Ghersem, der in seiner Jugendzeit seine erste musikalische Ausbildung durch den Komponisten George de La Hèle an der Kathedrale von Tournai erhielt, folgt seinem Lehrer zusammen mit 13 weiteren Knaben, nachdem La Hèle im Jahr 1580 zum Kapellmeister des spanischen Königs Philipp II. berufen worden war und 1582 seinen Dienst in Madrid antrat. Seit dem 28. Juni 1586 ist er Chorknabe an der Capilla Flamica unter La Hèles Leitung. Dieser stirbt bereits 2 Monate später (27. August 1586); die weitere Ausbildung der Chorknaben wird von seinem Nachfolger Philippe Rogier übernommen.
- Philippe Rogier, der seit 1572 in der capilla flamenca des spanischen Königs Philipp II. wirkt und während der Kapellmeistertätigkeit von George de La Hèle 1584 die Stellung des Vizekapellmeisters erreichte, wird nach dem Tod von de La Hèles Tod 1586 Kapellmeister der spanischen Hofkapelle.
- Cornelis Verdonck, der zuvor an der Universität Douai studiert hatte und in dieser Zeit Schüler von Séverin Cornet war, wirkt seit 1584 wieder für eine Reihe von Jahren als Sänger am spanischen Hof in Madrid, und zwar bis zum Tod von König Philipp II. im Jahr 1598.

#### Antequera
- Pedro Bermúdez ist seit 1584 Kapellmeister in Antequera, ein Posten, den er zwei Jahre lang unter ständigem Druck des Kirchenvorstands ausübt, bis er aufgrund seiner mangelnden Lehrbereitschaft am 31. Januar 1587 entlassen wird.

#### Madrid
- Tomás Luis de Victoria, der 1585 aus Rom nach Spanien zurückgekehrt war, ist in Madrid persönlicher Kaplan der verwitweten Kaiserin Maria und gleichzeitig Leiter der Kapelle des kaiserlichen Klosters de las Descalzas Reales de Santa Clara (Kloster der barfüßigen Clarissen).

#### Segovia
- Sebastián de Vivanco, der wahrscheinlich seine musikalische Ausbildung ebenso wie sein etwas älterer Zeitgenosse Tomás Luis de Victoria an der Kathedrale von Ávila erhielt und seine erste bekannte Stelle als Kapellmeister der Kathedrale von Lérida hatte, ist seit 1576 Kapellmeister an der Kathedrale von Segovia.

#### Sevilla
- Francisco Guerrero ist seit 1574 Kapellmeister an der Kathedrale von Sevilla.

#### Tarragona
- Nicasio Zorita, der 1578 noch in Valencia wirkte, wird in diesem Jahr zum Kapellmeister der Kathedrale von Tarragona ernannt. In diesem Amt bleibt er bis mindestens 1589.

#### Valencia
- Juan Ginés Pérez, der seine Ausbildung an der Kathedrale seiner Heimatstadt in Orihuela hatte und danach dort als Kapellmeister wirkte, hat diese Stelle von 1581 bis 1595 an der Kathedrale von Valencia inne.

#### Valladolid
- Esteban Daza, der 1576 sein Hauptwerk Libro de música herausgegeben hatte, lebt in Valladolid.

### Königreich Ungarn
- Mateu Fletxa el Jove wird nach dem Tod von Maximilian II. 1576 von Kaiser Rudolf II. zum Abt von Tihany auf der gleichnamigen Halbinsel im Norden des Plattensees in Ungarn ernannt, wo er seitdem wirkt.

## Instrumentalmusik

### Für Laute
- Giulio Abondante – Il quinto libro de tabolatura da liuto, Venedig: Angelo Gardano; darin:
  - Bergamasca: Noten und Audiodateien im International Music Score Library Project

## Instrumental- und Vokalmusik
- Andrea Gabrieli und Giovanni Gabrieli – Concerti di Andrea et di Giovanni Gabrieli, Venedig, Angelo Gardano: Noten und Audiodateien im International Music Score Library Project; darin:
  - Angelus Domini descendit zu fünf Stimmen: Noten und Audiodateien im International Music Score Library Project
  - Ave Regina coelorum zu acht Stimmen: Noten und Audiodateien im International Music Score Library Project
  - Battaglia zu acht Stimmen: Noten und Audiodateien im International Music Score Library Project
  - Beatus vir qui non abiit zu sechs Stimmen: Noten und Audiodateien im International Music Score Library Project
  - Deus misereatur nostri zu zwölf Stimmen: Noten und Audiodateien im International Music Score Library Project
  - Dolce nemica mia: Noten und Audiodateien im International Music Score Library Project
  - Domine Deus meus zu sieben Stimmen: Noten und Audiodateien im International Music Score Library Project
  - Dunque fia vero zu sieben Stimmen: Noten und Audiodateien im International Music Score Library Project
  - Ecco Vinegia bella zu zwölf Stimmen: Noten und Audiodateien im International Music Score Library Project
  - Emendemus in melius zu sechs Stimmen: Noten und Audiodateien im International Music Score Library Project
  - Eructavit cor meum zu sechs Stimmen: Noten und Audiodateien im International Music Score Library Project
  - Gloria in excelsis Deo zu 16 Stimmen: Noten und Audiodateien im International Music Score Library Project
  - Hodie Christus natus est zu sieben Stimmen: Noten und Audiodateien im International Music Score Library Project
  - Hor che nel suo bel seno zu acht Stimmen: Noten und Audiodateien im International Music Score Library Project
  - I' vo piangendo zu sechs Stimmen: Noten und Audiodateien im International Music Score Library Project
  - In nobil sangue vita humile e queta zu sechs Stimmen: Noten und Audiodateien im International Music Score Library Project
  - Inclina Domine aurem tuam zu sechs Stimmen: Noten und Audiodateien im International Music Score Library Project
  - Iniquos odio habui zu sechs Stimmen: Noten und Audiodateien im International Music Score Library Project
  - Io mi sento morire zu sieben Stimmen: Noten und Audiodateien im International Music Score Library Project
  - Isti sunt triumphatores zu sechs Stimmen: Noten und Audiodateien im International Music Score Library Project
  - Iudica me, Deus zu sieben Stimmen: Noten und Audiodateien im International Music Score Library Project
  - Jubilate Deo zu acht Stimmen: Noten und Audiodateien im International Music Score Library Project
  - A le guancie di rose zu acht Stimmen: Noten und Audiodateien im International Music Score Library Project
  - Lieto godea sedendo zu acht Stimmen: Noten und Audiodateien im International Music Score Library Project
  - Maria Magdalene, Maria Jacobi: Noten und Audiodateien im International Music Score Library Project
  - Maria stabat ad monumentum foris zu sechs Stimmen: Noten und Audiodateien im International Music Score Library Project
  - Nativitas tua zu sieben Stimmen: Noten und Audiodateien im International Music Score Library Project
  - O crux splendidior zu acht Stimmen: Noten und Audiodateien im International Music Score Library Project
  - O Gloriosa Domina zu sechs Stimmen: Noten und Audiodateien im International Music Score Library Project
  - O magnum mysterium zu acht Stimmen: Noten und Audiodateien im International Music Score Library Project
  - O Passi sparsi zu zwölf Stimmen: Noten und Audiodateien im International Music Score Library Project
  - O salutaris zu acht Stimmen: Noten und Audiodateien im International Music Score Library Project
  - Ricercar per sonar zu acht Stimmen: Noten und Audiodateien im International Music Score Library Project
  - Sancta Maria succurre miseris zu sechs Stimmen: Noten und Audiodateien im International Music Score Library Project
  - Sanctus zu zwölf Stimmen: Noten und Audiodateien im International Music Score Library Project

## Vokalmusik

### Geistlich

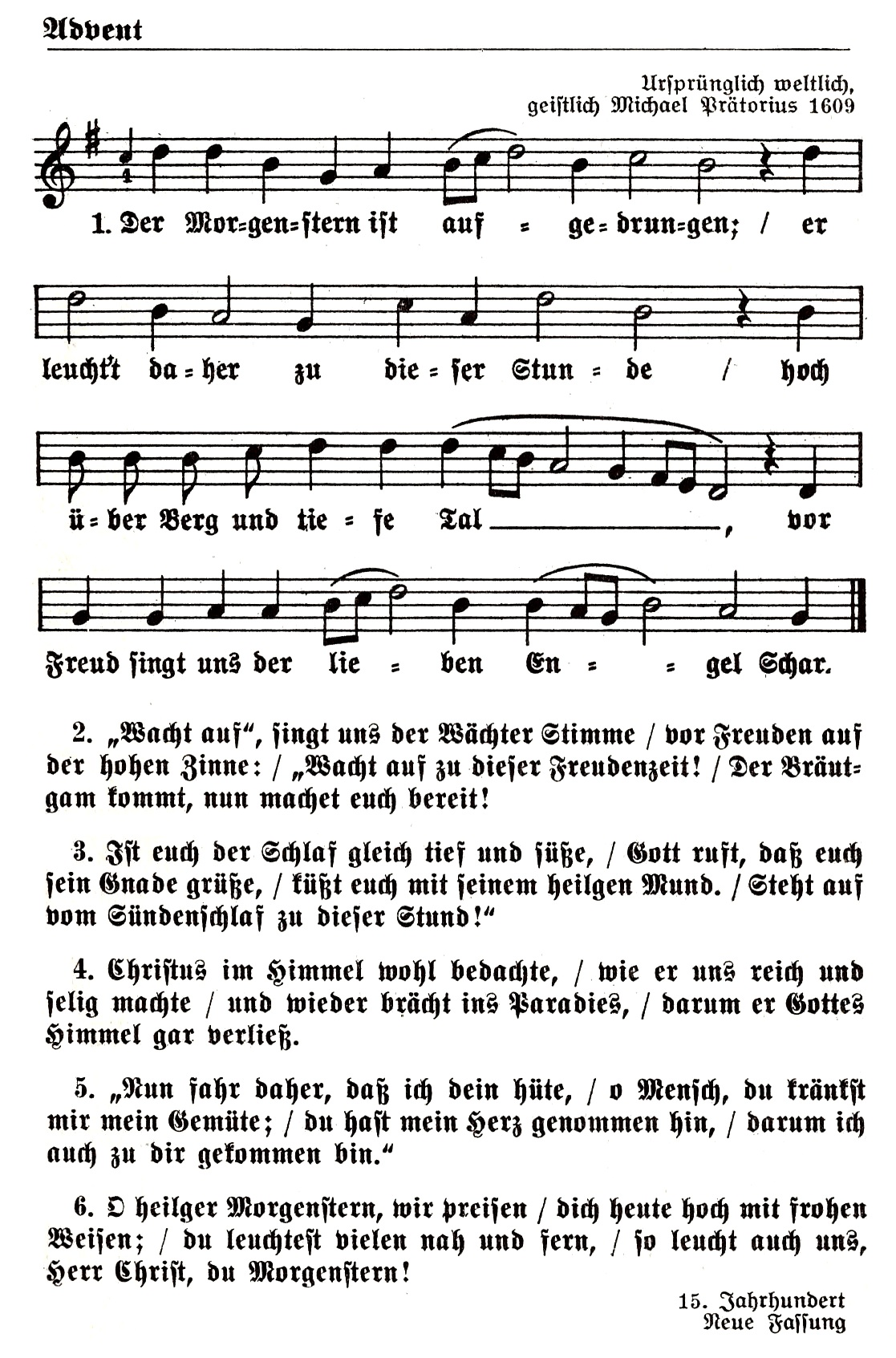
Daniel Rumpius – Der Morgenstern ist aufgedrungen bei Otto Riethmüller (1932)

- Giammateo Asola – Nova vespertina omnium solemnitatum psalmodia zu acht Stimmen, Venedig: Ricciardo Amadin
- Adam Berg (Hrsg.) – Patrocinium musices, Volume VII: Orlando di Lasso, 13 Magnificats zu vier bis sechs Stimmen, München: Adam Berg: Noten und Audiodateien im International Music Score Library Project: darin:
  - Magnificat octavi toni zu fünf Stimmen, LV 897: Noten und Audiodateien im International Music Score Library Project
  - Magnificat octavi toni zu vier Stimmen, LV 927: Noten und Audiodateien im International Music Score Library Project
  - Magnificat peregrini toni zu sechs Stimmen, LV 892: Noten und Audiodateien im International Music Score Library Project
  - Magnificat primi toni zu vier Stimmen, LV 887: Noten und Audiodateien im International Music Score Library Project
  - Magnificat primi toni zu sechs Stimmen, LV 890: Noten und Audiodateien im International Music Score Library Project
  - Magnificat primi toni zu sechs Stimmen, LV 891: Noten und Audiodateien im International Music Score Library Project
  - Magnificat primi toni zu sechs Stimmen, LV 894: Noten und Audiodateien im International Music Score Library Project
  - Magnificat primi toni zu vier Stimmen, LV 921: Noten und Audiodateien im International Music Score Library Project
  - Magnificat quarti toni zu sechs Stimmen, LV 896: Noten und Audiodateien im International Music Score Library Project
  - Magnificat quarti toni zu vier Stimmen, LV 924: Noten und Audiodateien im International Music Score Library Project
  - Magnificat quinti toni zu vier Stimmen, LV 556: Noten und Audiodateien im International Music Score Library Project
  - Magnificat secundi toni zu vier Stimmen, LV 888: Noten und Audiodateien im International Music Score Library Project
  - Magnificat secundi toni zu sechs Stimmen, LV 889: Noten und Audiodateien im International Music Score Library Project
  - Magnificat secundi toni zu sechs Stimmen, LV 893: Noten und Audiodateien im International Music Score Library Project
  - Magnificat secundi toni zu sechs Stimmen, LV 899: Noten und Audiodateien im International Music Score Library Project
  - Magnificat secundi toni zu vier Stimmen, LV 922: Noten und Audiodateien im International Music Score Library Project
  - Magnificat septimi toni zu sechs Stimmen, LV 895: Noten und Audiodateien im International Music Score Library Project
  - Magnificat septimi toni zu vier Stimmen, LV 926: Noten und Audiodateien im International Music Score Library Project
  - Magnificat sexti toni zu vier Stimmen, LV 925: Noten und Audiodateien im International Music Score Library Project
  - Magnificat tertii toni zu fünf Stimmen, LV 898: Noten und Audiodateien im International Music Score Library Project
  - Magnificat tertii toni zu vier Stimmen, LV 923: Noten und Audiodateien im International Music Score Library Project
- Giovanni Giacomo Gastoldi – Sacrae Lodi a diversi Santi
- Jacobus Gallus
  - Musici operis harmoniarum, secundus tomus, Prag: Jiří Nigrin; darin:
    - Ecce quomodo moritur iustus zu vier Stimmen: Noten und Audiodateien im International Music Score Library Project

  - Musici operis harmoniarum, tertius tomus, Prag: Jiří Nigrin; darin:
    - Civitatem istam zu fünf Stimmen: Noten und Audiodateien im International Music Score Library Project
    - Ingemuit Susanna zu vier Stimmen: Noten und Audiodateien im International Music Score Library Project
- Arcangelo Gherardini – Motecta cum octo vocibus, Mailand: Franciscus, Simon & Michael Tini: Noten und Audiodateien im International Music Score Library Project
- Balduin Hoyoul
  - Sacrae cantiones zu fünf bis zehn Stimmen, Nürnberg
  - Konkordanzen zu den Sacrae cantiones, Nürnberg
- Marc’Antonio Ingegneri – Liber secundus missarum ... quinis vocibus, Venedig: Ricciardo Amadino; darin:
  - Missa Da Pacem Domine: Noten und Audiodateien im International Music Score Library Project
  - Missa supra Kyrie Primi Toni zu sechs Stimmen: Noten und Audiodateien im International Music Score Library Project
  - Missa supra Kyrie Secundi Toni: Noten und Audiodateien im International Music Score Library Project
  - Missa supra Salve Regina: Noten und Audiodateien im International Music Score Library Project
- Orlando di Lasso – Missa ad imitationem moduli Beatus qui intelligit ... cum sex vocibus, Paris; Adrian Le Roy & Robert Ballard; darin:
  - Missa super Beatus qui intelligit zu sechs Stimmen, LV 920: Noten und Audiodateien im International Music Score Library Project
  - Missa super Locutus sum zu sechs Stimmen, LV 919: Noten und Audiodateien im International Music Score Library Project
- Leonhard Lechner – Septem Psalmi poenitentiales
- Carl Luython – Popularis anni jubilus zu sechs Stimmen, Prag
- Tiburtio Massaino
  - Psalmi omnes ad vesperas per totum annum decantandi, una cum Magnificat zu acht Stimmen, Venedig: Angelo Gardano
  - Secundus liber missarum zu fünf Stimmen, Venedig: Angelo Gardano
- Philippe de Monte
  - Liber primus missarum zu fünf, sechs und acht Stimmen, Antwerpen: Christophe Plantin
  - Sacrarum cantionum […] liber secundus zu sechs Stimmen, Venedig: Angelo Gardano
  - Hodie nobis cœlorum Rex zu sechs Stimmen: Noten und Audiodateien im International Music Score Library Project
- Jacob Paix – Parodia mottetae Domine da nobis auxilium, Thomae Crequilonis, senis vocibus, ad Dorium, Lauingen: Leonhard Reinmichel
- Giovanni Pierluigi da Palestrina – zweites Buch der Motetten zu vier Stimmen
- Andreas Pevernage – Osculetur me zu fünf Stimmen, Frankfurt: Jan Sadeler und Adriaen Collaert
- Daniel Rumpius – Liedbüchlein, darin begriffen Lehre, Trost, Vermahnung, Beichte, Klage, Bitte, Gebete, Fürbitte, Danksagungen etc. …; darin:
  - Weihnachtslied Der Morgenstern ist aufgedrungen
- Leonhart Schröter
  - Newe Weinacht Liedlein mit 4 und 8 Stimmen, Helmstadt: Jacob Lucius: Noten und Audiodateien im International Music Score Library Project; darin:
    - Allein Gott in der höh zu vier Stimmen: Noten und Audiodateien im International Music Score Library Project
    - Ein Kindelein so löbelich: Noten und Audiodateien im International Music Score Library Project
    - Ein kindt geborn zu Bethlehem I: Noten und Audiodateien im International Music Score Library Project
    - Ein kindt geborn zu Bethlehem II: Noten und Audiodateien im International Music Score Library Project
    - Ein kindt geborn zu Bethlehem III: Noten und Audiodateien im International Music Score Library Project
    - Helft mir Gotts güte preisen zu vier Stimmen: Noten und Audiodateien im International Music Score Library Project
    - In dulci iubilo zu acht Stimmen: Noten und Audiodateien im International Music Score Library Project
    - In Natali Domini gaudent omnes Angeli zu vier Stimmen: Noten und Audiodateien im International Music Score Library Project
    - Joseph lieber Joseph mein II zu vier Stimmen: Noten und Audiodateien im International Music Score Library Project
    - Joseph lieber Joseph mein III zu acht Stimmen: Noten und Audiodateien im International Music Score Library Project

  - 28 Hymni Sacri, Erfurt: Georg Baumann: Noten und Audiodateien im International Music Score Library Project

- Nikolaus Selnecker
  - Christliche Psalmen Lieder und Kirchengesenge In welchen die Christliche Lehre zusam gefasset und erkleret wird Treuen Predigern in Stedten und Dörffern Auch allen frommen Christen zu diesen letzten und schweren zeiten nütz und tröstlich.
  - Nun lasst uns Gott dem Herren
  - Wir danken dir, o treuer Gott
- Johann Steuerlein – 20 Epithalamia zu vier Stimmen: Noten und Audiodateien im International Music Score Library Project
- Giaches de Wert – Passio Domini nostri Iesu Christi secundum Marcum zu zwei bis fünf Stimmen

### Weltlich
- Felice Anerio – erstes Buch der Madrigale zu fünf Stimmen, Venedig: Giacomo Vincenti
- Giammateo Asola
  - Le Vergini zu drei Stimmen, Buch 2, Venedig: Giacomo Vincenti
  - Madrigali a 2 voci in fuga, Venedig: Giacomo Vincenti: Noten und Audiodateien im International Music Score Library Project; darin:
    - Cantan fra rami gli augelleto vaghi zu zwei Stimmen: Noten und Audiodateien im International Music Score Library Project
    - Hor che la terra di fioretti e fronde zu zwei Stimmen: Noten und Audiodateien im International Music Score Library Project
- Ippolito Baccusi – viertes Buch der Madrigale zu sechs Stimmen, Venedig: Angelo Gardano
- Ludovico Balbi – Ecclesiasticarum cantionum in sacris totius anni Sanctorum sollemnitatibus zu vier Stimmen, Venedig: Angelo Gardano
- Giovanni Bassano – Canzonettas zu vier Stimmen, Venedig: Giacomo Vincenti
- Johannes Eccard – Epithalamion nuptiis (Sponsa decora veni) zu fünf Stimmen, Königsberg: Georg Osterberger
- Alfonso Ferrabosco der Ältere
  - l primo libro de madrigali à cinque, Venedig: Angelo Gardano: Noten und Audiodateien im International Music Score Library Project; darin:
    - Donna se voi m'odiate zu fünf Stimmen: Noten und Audiodateien im International Music Score Library Project
    - Godea Tirsi gli amori zu fünf Stimmen: Noten und Audiodateien im International Music Score Library Project
    - Se pur è ver che l'alma zu fünf Stimmen: Noten und Audiodateien im International Music Score Library Project

  - l secondo libro de madrigali à cinque, Venedig: Angelo Gardano: Noten und Audiodateien im International Music Score Library Project; darin:
    - Donna, l'ardente fiamma zu fünf Stimmen: Noten und Audiodateien im International Music Score Library Project
    - Solo e pensoso zu fünf Stimmen: Noten und Audiodateien im International Music Score Library Project

  - Amor mi sprona zu fünf Stimmen: Noten und Audiodateien im International Music Score Library Project
  - Dolci mentre il ciel volse zu fünf Stimmen: Noten und Audiodateien im International Music Score Library Project
  - Felice ohime zu fünf Stimmen: Noten und Audiodateien im International Music Score Library Project
  - Forse anchor fia zu fünf Stimmen: Noten und Audiodateien im International Music Score Library Project
  - Se lungi dal mio sol zu sechs Stimmen: Noten und Audiodateien im International Music Score Library Project
  - Sola voi no’l sentite zu sechs Stimmen: Noten und Audiodateien im International Music Score Library Project
- Vincenzo Galilei – zweites Buch der Madrigale zu vier und fünf Stimmen, Venedig: Angelo Gardano
- Jacobus Gallus – Opus musicum, Band 2 & 3, Prag: Georg Nigrinus; darin:
  - Factus est repente: Noten und Audiodateien im International Music Score Library Project
- Otto Siegfried Harnisch – Newe kurtzweilige Teutsche Liedtlein, Helmstadt: Iacobius Lucius: Noten und Audiodateien im International Music Score Library Project
- Marc’Antonio Ingegneri – fünftes Buch der Madrigale zu fünf Stimmen, Venedig: Angelo Gardano
- Claude Le Jeune – Susanne un jour zu fünf Stimmen, in: Meslanges de la musique, Paris: Noten und Audiodateien im International Music Score Library Project
- Orlando di Lasso
  - Madrigali à 4, 5 et 6 voci, Nürnberg: Katharina Gerlach; darin wahrscheinlich:
    - Arse la fiamm'e zu vier Stimmen: Noten und Audiodateien im International Music Score Library Project
    - Ben sono i premi tuoi zu sechs Stimmen, LV 912: Noten und Audiodateien im International Music Score Library Project
    - Canzon la doglia zu vier Stimmen, LV 905: Noten und Audiodateien im International Music Score Library Project
    - Che giova posseder zu fünf Stimmen, LV 907: Noten und Audiodateien im International Music Score Library Project
    - Chi non sa come spira zu fünf Stimmen, LV 908: Noten und Audiodateien im International Music Score Library Project
    - Come pianta zu vier Stimmen, LV 904: Noten und Audiodateien im International Music Score Library Project
    - Cosi cor mio zu vier Stimmen, LV 901: Noten und Audiodateien im International Music Score Library Project
    - Deh lascia anima homai zu vier Stimmen, LV 903: Noten und Audiodateien im International Music Score Library Project
    - Ecco che pur vi lasso zu fünf Stimmen, LV 906: Noten und Audiodateien im International Music Score Library Project
    - Il grave de l'età zu sechs Stimmen, LV 910: Noten und Audiodateien im International Music Score Library Project
    - Hor ch'a l'albergo del monton zu sechs Stimmen, LV 918: Noten und Audiodateien im International Music Score Library Project
    - Ornando come suole zu sechs Stimmen, LV 915: Noten und Audiodateien im International Music Score Library Project
    - Pensier dicea che'l cor zu fünf Stimmen, LV 909: Noten und Audiodateien im International Music Score Library Project
    - Per aspro mar di notte zu vier Stimmen, LV 900: Noten und Audiodateien im International Music Score Library Project
    - Piu volte un bel desio zu sechs Stimmen, LV 911: Noten und Audiodateien im International Music Score Library Project
    - Prendi l'aurata lira zu sechs Stimmen, LV 916: Noten und Audiodateien im International Music Score Library Project

  - Vingtquatrieme livre d’airs et chansons; darin:
    - Lucescit jam o socii zu vier Stimmen, LV 759: Noten und Audiodateien im International Music Score Library Project
- Claude Le Jeune – Meslanges, Livre 1, Paris: Adrian le Roy, Robert Ballard: Noten und Audiodateien im International Music Score Library Project
- Giovanni de Macque – Il secondo libro de madrigali a cinque voci, Venedig: Giacomo Vincenti
- Luca Marenzio
  - Il quarto libri di madrigali a sei voci, Venedig: Giacomo Vincenti: Noten und Audiodateien im International Music Score Library Project; darin:
    - Crudel perche mi fuggi zu sechs Stimmen: Noten und Audiodateien im International Music Score Library Project
    - Donne, il celeste lume zu neun Stimmen: Noten und Audiodateien im International Music Score Library Project
    - Né fero sdegno mai, Donna zu sechs Stimmen: Noten und Audiodateien im International Music Score Library Project

  - Il secondo libro delle canzonette alla Napolitana à tre voci, Venedig: Giacomo Vincenti: Noten und Audiodateien im International Music Score Library Project; darin:
    - Ahime qual fu l'errore zu drei Stimmen: Noten und Audiodateien im International Music Score Library Project
    - Amor fa quando sai zu drei Stimmen: Noten und Audiodateien im International Music Score Library Project
    - Dolce mia pastorella zu drei Stimmen: Noten und Audiodateien im International Music Score Library Project
    - Dolce mia vita zu drei Stimmen: Noten und Audiodateien im International Music Score Library Project
    - Giovani incauti zu drei Stimmen: Noten und Audiodateien im International Music Score Library Project
    - Grave dolor mi dà zu drei Stimmen: Noten und Audiodateien im International Music Score Library Project
    - Io son Amore pieno d'ardore zu drei Stimmen: Noten und Audiodateien im International Music Score Library Project
    - A la strada zu drei Stimmen: Noten und Audiodateien im International Music Score Library Project
    - Mia sorte empia zu drei Stimmen: Noten und Audiodateien im International Music Score Library Project
    - Non può tanto zu drei Stimmen: Noten und Audiodateien im International Music Score Library Project
    - O sventurati amanti zu drei Stimmen: Noten und Audiodateien im International Music Score Library Project
    - O tu che mi dai pene zu drei Stimmen: Noten und Audiodateien im International Music Score Library Project
    - Se le pene ch'io sento zu drei Stimmen: Noten und Audiodateien im International Music Score Library Project
    - Se leggete nel viso zu drei Stimmen: Noten und Audiodateien im International Music Score Library Project
    - Se perche non uccida zu drei Stimmen: Noten und Audiodateien im International Music Score Library Project

  - Il terzo libro delle villanelle a tre voci, Venedig: Giacomo Vincenti: Noten und Audiodateien im International Music Score Library Project; darin:
    - Ad una fresca riva zu drei Stimmen: Noten und Audiodateien im International Music Score Library Project
    - Degli occhi il dolce giro zu drei Stimmen: Noten und Audiodateien im International Music Score Library Project
    - Poi ch'io non ho speranza zu drei Stimmen: Noten und Audiodateien im International Music Score Library Project

  - Il quarto libro delle villanelle a tre voci, Venedig: Giacomo Vincenti: Noten und Audiodateien im International Music Score Library Project; darin:
    - Amatemi ben mio zu drei Stimmen: Noten und Audiodateien im International Music Score Library Project
    - Amor tu voi ch'io segua zu drei Stimmen: Noten und Audiodateien im International Music Score Library Project
    - Fan’aspra guerra zu drei Stimmen: Noten und Audiodateien im International Music Score Library Project
    - Filli ama Tirsi et arde zu drei Stimmen: Noten und Audiodateien im International Music Score Library Project
    - Hor ch’esce fuor l’Aurora zu drei Stimmen: Noten und Audiodateien im International Music Score Library Project
    - I begl'occhi sereni zu drei Stimmen: Noten und Audiodateien im International Music Score Library Project
    - Mi vorria lamentar zu drei Stimmen: Noten und Audiodateien im International Music Score Library Project
    - Occhi dolci e suavi zu drei Stimmen: Noten und Audiodateien im International Music Score Library Project
    - Stride il lauro nel foco zu drei Stimmen: Noten und Audiodateien im International Music Score Library Project

  - Il quinto libro delle villanelle a tre voci, Venedig: Girolamo Scotto Erben: Noten und Audiodateien im International Music Score Library Project; darin:
    - Ahime ch’io peno et ardo zu drei Stimmen: Noten und Audiodateien im International Music Score Library Project
    - La bella donna mia zu drei Stimmen: Noten und Audiodateien im International Music Score Library Project
    - Caro e dolce conforto zu drei Stimmen: Noten und Audiodateien im International Music Score Library Project
    - Di pianti e di sospir zu drei Stimmen: Noten und Audiodateien im International Music Score Library Project
    - Hor gitevi a fidare zu drei Stimmen: Noten und Audiodateien im International Music Score Library Project
    - Lungi dal mio bel sole zu drei Stimmen: Noten und Audiodateien im International Music Score Library Project
    - Se la vostra partita zu drei Stimmen: Noten und Audiodateien im International Music Score Library Project
    - Se m'uccidi crudele zu drei Stimmen: Noten und Audiodateien im International Music Score Library Project
- Tiburtio Massaino – drittes Buch der Madrigale zu fünf Stimmen, Venedig: Angelo Gardano
- Rinaldo del Mel – Il terzo libro de madrigali a cinque voci, Venedig: Angelo Gardano
- Philippe de Monte – Il duodecimo libro delli madrigali zu fünf Stimmen, Venedig: Angelo Gardano
- Claudio Monteverdi – Madrigali a cinque voci di Claudio Monteverde Cremonese discepolo del Sig.r Marc'Antonio Ingegnieri... Libro primo, Venedig: Angelo Gardano: Noten und Audiodateien im International Music Score Library Project; darin:
  - Baci soavi e cari zu fünf Stimmen, SV 27: Noten und Audiodateien im International Music Score Library Project
  - Se nel partir da voi zu fünf Stimmen, SV 32: Noten und Audiodateien im International Music Score Library Project
  - Se pur non mi consenti zu fünf Stimmen, SV 28: Noten und Audiodateien im International Music Score Library Project
- Benedetto Pallavicino – Il primo libro de madrigali zu sechs Stimmen, Venedig: Giacomo Vincenti: Noten und Audiodateien im International Music Score Library Project; darin:
  - I lieti amanti zu sechs Stimmen: Noten und Audiodateien im International Music Score Library Project
- Giovanni Pelio – Canzoni spirituali a 6 voci, Libro 2, Venedig: Angelo Gardano: Noten und Audiodateien im International Music Score Library Project
- Rocco Rodio – Il secondo libro di madrigali zu vier Stimmen, Venedig
- Fulgenzio Valesi – Il primo libro di Napolitane a tre voci, Venedig: Giacomo Vincenzo

## Musiktheoretische Schriften
- Valentin Götting – Compendium musicae modulativae, Erfurt: Goergius Bauman: Noten und Audiodateien im International Music Score Library Project

## Instrumentenbau

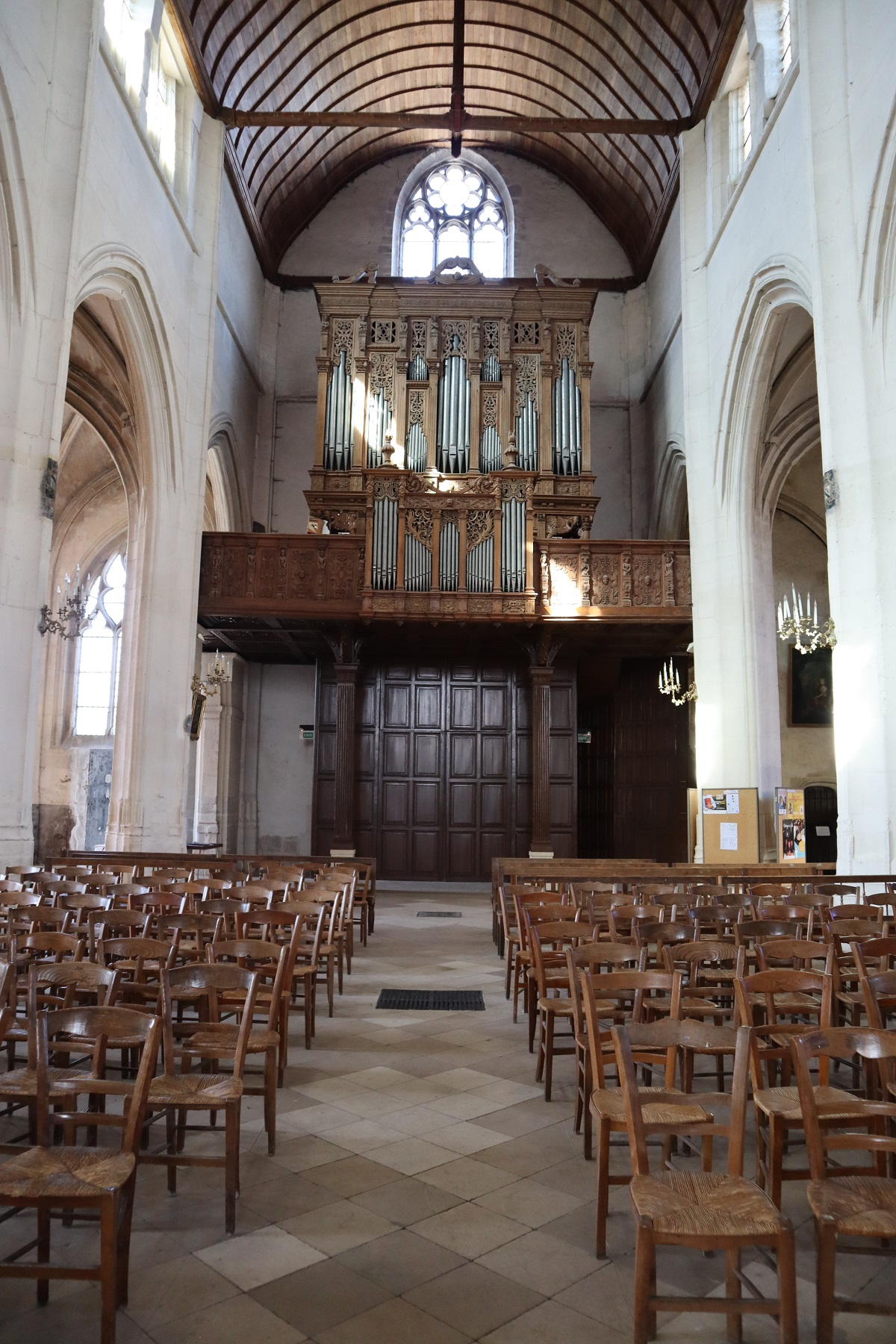
Orgel der Kirche Saint-Laurent in Nogent-sur-Seine (1587)
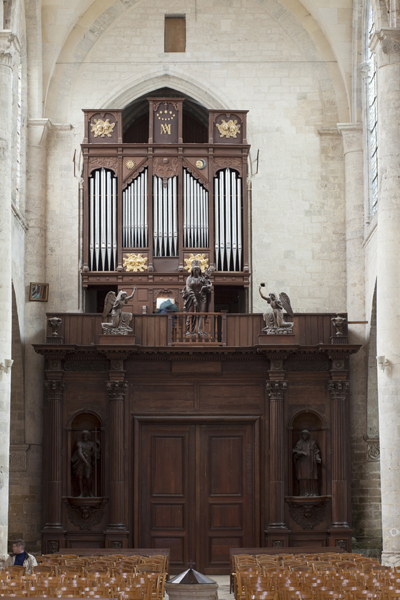
Orgel der Kirche Sainte-Croix in Étampes (1587 oder später)
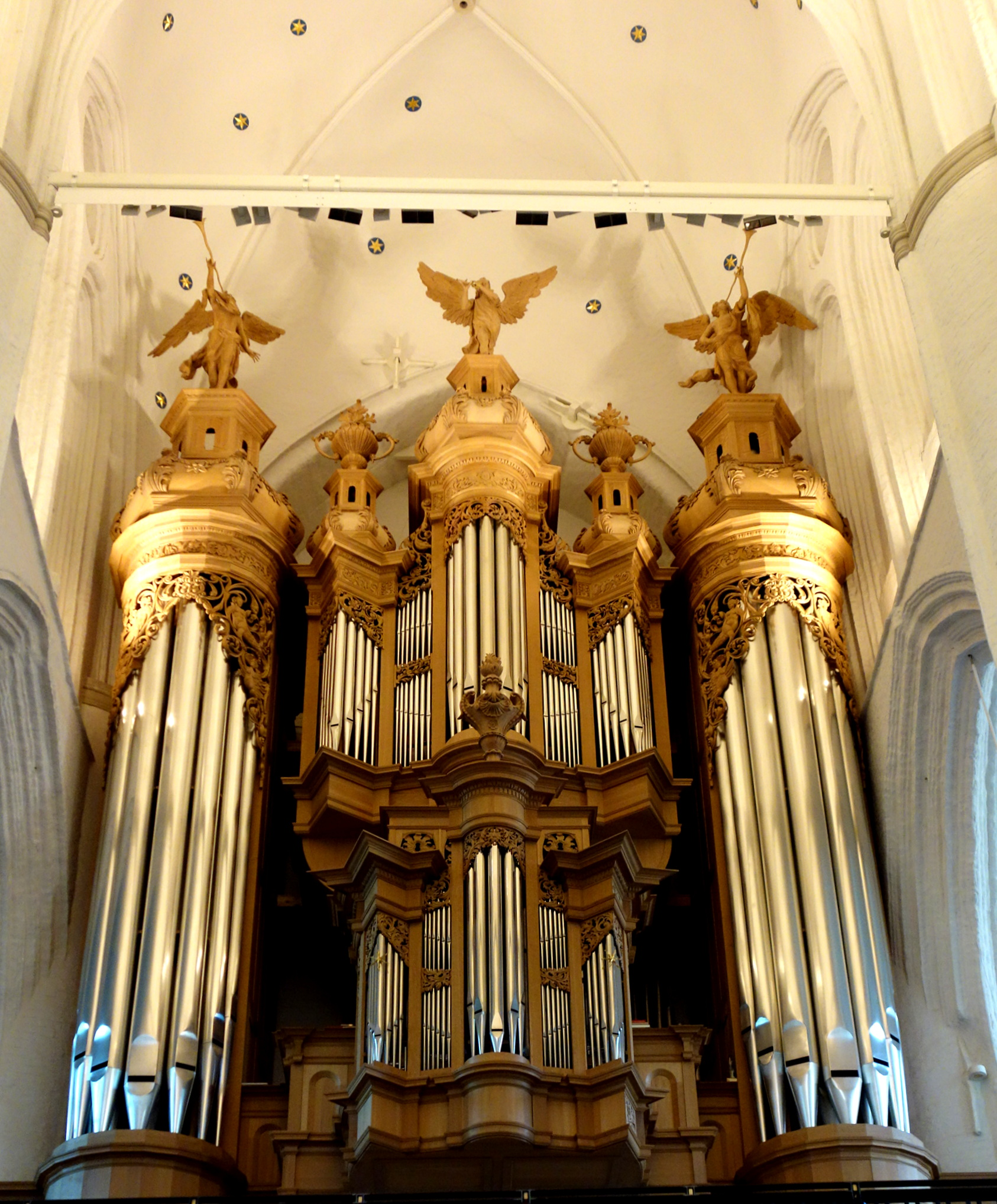
Hauptorgel der Hauptkirche Sankt Katharinen in Hamburg (1587)
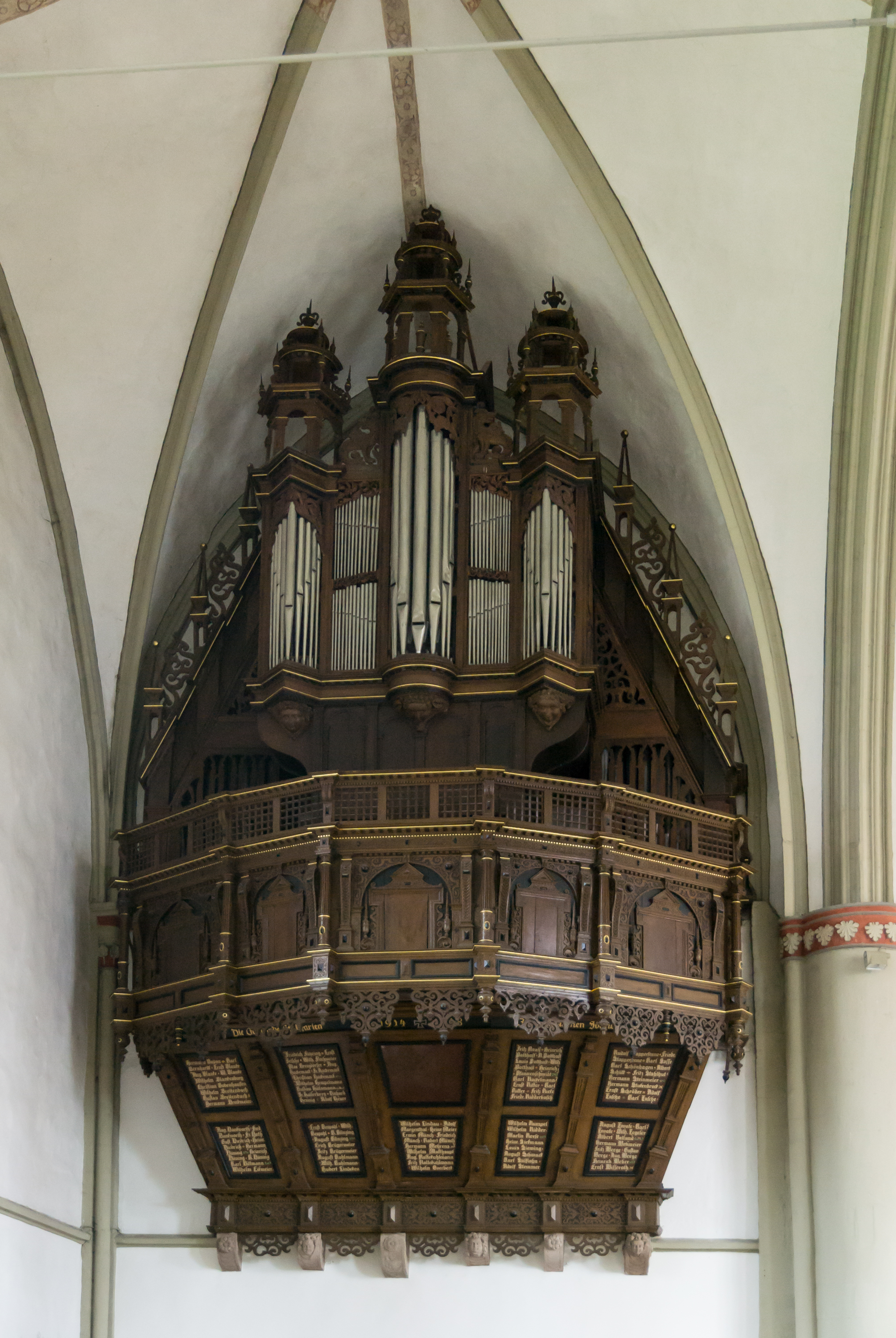
Schwalbennestorgel der Kirche St. Marien in Lemgo (1587)
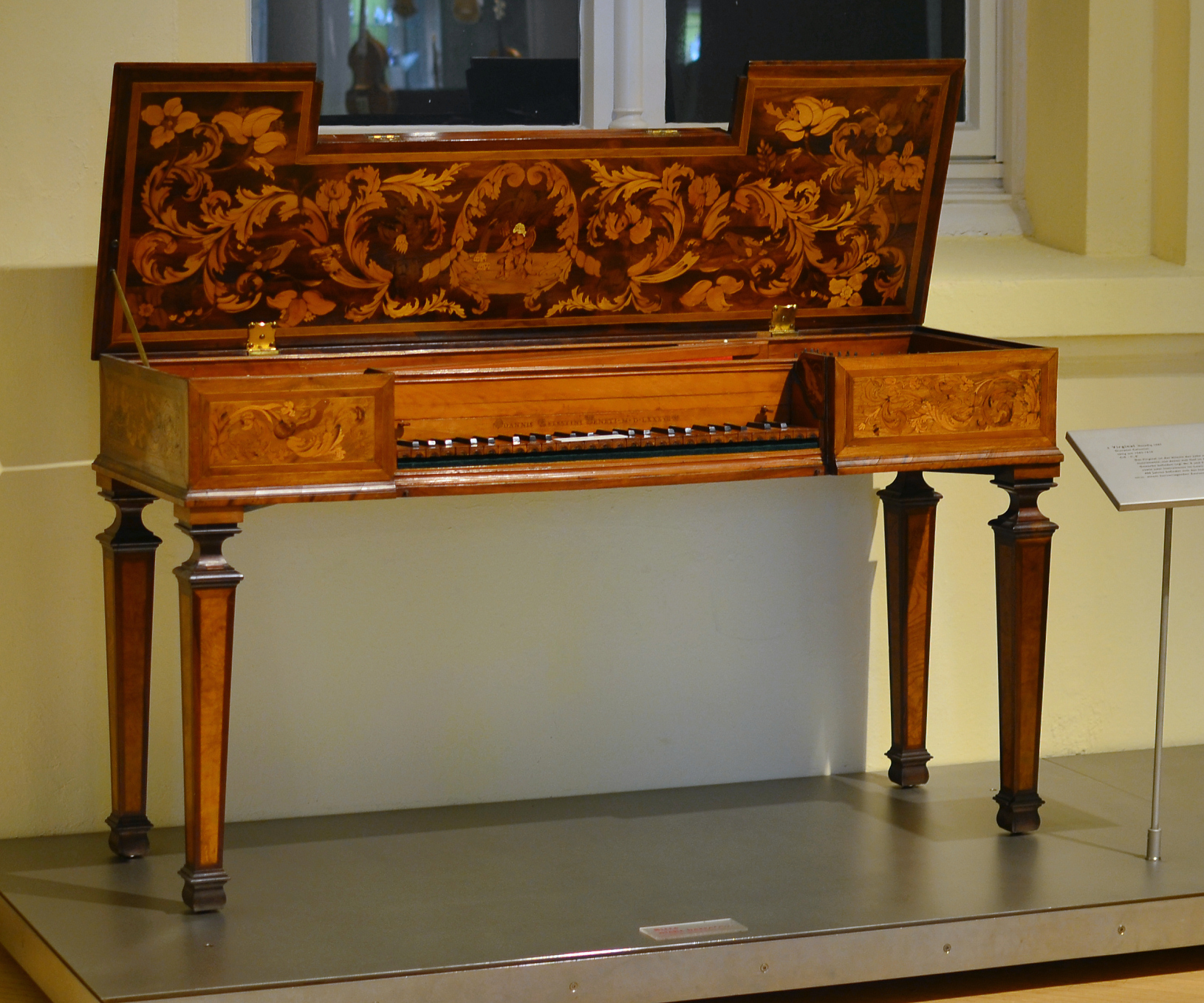
Virginal von Giovanni Celestini (1587), Museum für Kunst und Gewerbe in Hamburg

## Geboren

### Geburtsdatum gesichert
- 24. Februar Antoine de Boësset, französischer Komponist († 1643)
- 26. Februar: Stefano Landi, italienischer Sänger, Kapellmeister und Komponist († 1639)
- 17. April: Ivan Lukačić, kroatischer Komponist († 1648)
- 18. September: Francesca Caccini, italienische Sängerin und Komponistin († 1640)
- 14. November (getauft): Samuel Scheidt, deutscher Komponist, Organist und Hofkapellmeister († 1654)

### Genaues Geburtsdatum unbekannt
- Francesco Lambardi, italienischer Komponist († 1642)

### Geboren um 1587
- John Adson, englischer Komponist und Zinkenist († 1640)
- Thomas Avenarius, deutscher Organist und Komponist († 1638)

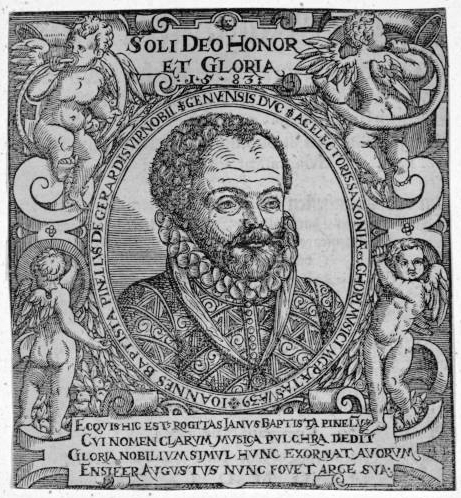
Giovanni Battista Pinello di Ghirardi; * 15. Juni

## Gestorben
- 09. Februar: Vincenzo Ruffo, italienischer Geistlicher, Kapellmeister und Komponist (* um 1510)
- 05. April: Johann Zanger der Ältere, deutscher Musiktheoretiker, Jurist und lutherischer Theologe (* 1517)
- 01. Mai: Gregor Lange, deutscher Kantor und Komponist (* um 1552)
- 15. Juni: Giovanni Battista Pinello di Ghirardi, italienischer Komponist und Kapellmeister (* um 1544)
- 29. August: Vincenzo Bellavere, italienischer Komponist und Organist (* um 1540)